# Liste des sièges de la guerre de Cent Ans
La guerre de Cent Ans (1337-1453) ne connaît qu'un assez petit nombre de batailles rangées : le plus souvent, les Anglais, les Français et leurs alliés mènent une guerre de coups de main, d'embuscades et de sièges contre les nombreuses villes, bourgades, châteaux forts et maisons fortes.

## Origines de cette guerre
En 1336, le roi Édouard III d'Angleterre, prétendant au trône de France et vassal du roi en tant que duc d'Aquitaine pour ses possessions en Guyenne, entre en rébellion contre Philippe VI de France, alors roi de France, dont il conteste l'autorité. Le 24 mai 1337, Philippe VI décide de lui confisquer la Guyenne (Aquitaine) en réaction.

## Principaux sièges

### Règne de Philippe VI (début de la guerre de Cent Ans: 24 mai 1337 - 22 août 1350)
- 1337 : siège de la ville et du château de Puymirol par Étienne Le Galois de la Baume, grand-maître des arbalétriers commandant les troupes françaises. La capitulation se fait en date du 17 juillet 1337. Ce siège marque le début des hostilités "sur le terrain" entre les rois de France et d'Angleterre.
- 24 juillet 1337 : siège de Saint-Macaire par Raoul II de Brienne, comte d'Eu, connétable et lieutenant du roi de France.
- 1338 : siège du château de Penne-d'Agenais par les Français. Robert III d'Artois, rallié aux Anglais, entreprend de forcer les Français à lever le siège[2].
- Février 1338 : siège du château de Madaillan (canton de Prayssas, Lot-et-Garonne) par les troupes françaises d'Étienne Le Galois de la Baume, et du comte Gaston II de Foix. À cette époque le château était occupé par les Anglais.
- 1338 : siège et prise de Tartas par le comte de Foix sous la bannière de Philippe VI de France.
- Mars - avril 1339 : siège de la bastide de Puyguilhem, tout près de Thénac en Périgord, mené par Pierre de la Palu, seigneur de Varambon, sénéchal de Toulouse et d’Albi, avec le soutien du chevalier Jean de Surie (ou, de Sury) et neuf écuyers avec leurs hommes d’armes du côté français, contre les Anglais. Pierre de la Palu réunit des troupes à Marmande pour assiéger ensuite Puyguilhem où, pour la première fois en France, les artilleurs du roi employèrent la poudre, les canons et les couleuvrines à la réduction d’une place forte[3].
- 1339 : siège du château fort de Rihoult en Artois (Pas-de-Calais) par Robert III d'Artois rallié aux Anglais. Il enleva la place mais ne put la conserver. Quelques années plus tard, en 1346, les Flamands, alliés des Anglais, détruisirent le château.
- Septembre 1339 : siège de Cambrai conduit par le roi Édouard III[4].
- Hiver 1339 - 1340 : siège d’Escaudœuvres près de Cambrai, et siège de la maison forte de Relenghes située du côté opposé du fleuve Escaut, en face d’Escaudœuvres.
- 1340 : siège et sac d'Aubenton (Aisne) : en représailles à une attaque française contre Chimay, possession du comte de Hainaut, les Hennuyers prennent et mettent à sac cette prospère cité drapière qui ne se remettra jamais de ce désastre[5].
- 1340 : siège de Montay[6].
- 1340 : siège de Le Quesnoy en comté de Hainaut.
- 1340 : siège de la forteresse de Thun-l'Évêque, près de Cambrai[7].
- 1340 : siège de Mortagne (près de Valenciennes, Nord). La dite année à Mortagne, le lit du fleuve Escaut avait été garni de 1 200 pieux pour empêcher toute navigation. À cette époque, le comte de Hainaut, allié au roi d’Angleterre, était en train d’assiéger la ville de Tournai. Mais, le comte aimait trop la guerre active et les beaux faits d’armes pour se plaire dans l’oisiveté d’un siège qui fut grand long et bien tenu : il délaissa donc ce siège pour courir le pays et faire des dégâts à dix lieues à la ronde. Avec ses troupes et celles qu’il avait demandé à la population de la ville de Valenciennes pour le suivre dans ses expéditions, il vint assaillir et mettre le siège devant Mortagne. Mais c’était sans compter sur la ténacité du comte Édouard Ier de Beaujeu qui défendit à outrance la cité, et qui ne capitula point. Malgré plusieurs assauts violents, le comte de Hainaut ne put pénétrer dans la cité. Il s’éloigna et se reporta alors sur la ville de Saint-Amand et son abbaye qu’il brûla après un rude assaut[8].
- 1340 : siège et mise à sac de la ville et abbaye de Saint-Amand (Nord) par les troupes armées du comte de Hainaut. Précédemment, lors d’une matinée du siège de Tournai, un grand nombre de soudoyers de la ville de Saint-Amand (ville portant sa fidélité au roi de France) défenseurs de Tournai et présents à ce siège, vinrent attaquer la cité et l'Abbaye de Hasnon en Hainaut : ils détruisirent la place, violèrent l’abbaye et emportèrent tout ce qu’ils purent emmener. Ces soudoyers, leurs méfaits accomplis, lors de leur retraite, passèrent par le bois de Saint-Amand et décidèrent, sur leur chemin, de prendre également d’assaut l’Abbaye de Vicogne à Raismes en Hainaut : un des abbés de Vicogne, du nom de Godefroy de Bavay, eut la présence d’esprit de cavaler en toute hâte auprès du prévôt de la ville de Valenciennes pour lui réclamer une troupe d’arbalétriers et revint avec celle-ci, après l’accord volontiers du prévôt, combattre les bidaux(fantassins) et les Gennevois soudoyés par la ville de Saint-Amand s’insurgeant contre la dite abbaye de Vicogne. Aussitôt qu’ils sentirent les sagettes qui leur venaient du bois, les soudoyers furent tellement effrayés qu’ils s’enfuirent à qui mieux mieux vers leur point de retraite à Saint-Amand : Vicogne, grâce aux arbalétriers de Valenciennes fut sauvée d’un sac. Apprenant ces nouvelles, le comte de Hainaut, allié au roi d’Angleterre, résolu à contrevenger ces forfaitures, vint avec 3 000 hommes d’armes mettre le siège devant la ville de Saint-Amand, qui manifestait à son gré, trop de sympathie pour le roi de France. La ville n’était protégée que d’une simple palissade et gardée par un vaillant capitaine, un chevalier de Languedoc, sénéchal de Carcassonne du nom d’Hugues de la Roque, et sa garnison. Ce chevalier-sénéchal avait mis en garde le père-abbé et seigneur de Saint-Amand, qu’en cas d’attaque de l’ost ennemi (les anglo-hennuyers), la place ne pourrait résister : il ne fut pas écouté ! Des gens d’armes de Valenciennes, mandés par le comte de Hainaut, arrivèrent également devant Saint-Amand : 12 000 hommes se logèrent devant la ville, et attendirent l’ordre du comte de Hainaut pour assaillir la place. Près du pont de la rivière Scarpe commença l’assaut dur et périlleux qui dura toute la journée : il y eut de nombreux blessés et morts des deux côtés. Le soir tombant, les Valenciennois, lassés, s’en retournèrent dans leur ville. Ils revinrent le lendemain, le comte de Hainaut arrivant également avec une grande compagnie de gens d’armes. L’assaut fut lancé : les assaillants hennuyers gagnèrent les premières barrières et arrivèrent devant la porte de la ville menant au chemin vers Mortagne : les tout premiers à l’assaut furent le comte Guillaume II de Hainaut et son oncle Jean d'Avesnes, sire de Beaumont, qui furent tous les deux rencontrés de pierres jetées d’amont, qu’ils en eurent leurs bassinets (casques) effondrés et les têtes toutes étonnées (Sic !). Le comte, sur le conseil d’un de ses soldats, résolut de ne plus tenter de pénétrer par cet étroit passage fermé par une puissante porte : il choisit un autre endroit de l’enceinte à pilonner qui touchait directement les murs de l’abbaye. En effet, s’il parvenait à prendre l’abbaye, il détiendrait aussitôt la ville, car il n’y avait pas d’entre deux entre la ville et l’abbaye : les murs durement pilonnés se rompirent à plusieurs endroits (*1) : les hommes d’armes du comte s’y engouffrèrent, passèrent une petite rivière, l’Elnon (*2) et arrivèrent devant une place (sur laquelle se rencontrait le marché) devant le moûtier (monastère). Le chevalier-sénéchal de Carcassonne attendit à cet endroit, avec plusieurs compagnons d’armes de son pays, les troupes du comte de Hainaut : ils les reçurent hardiment en combattant tant qu’ils purent, mais ce fut en vain. Le comte prit possession avec sa chevalerie de la place et ordonna que nuls assiégés ne seraient pris à merci et que tous seraient passés au fil de l’épée, tant il était courroucé de ce que les Amandinois avaient causé de dommages à son pays : de rue en rue, d’hôtel en hôtel, de maison en maison, tout fut visité par les hommes d’armes du comte et peu d’habitants en réchappèrent. Même le chevalier-sénéchal de Carcassonne fut occis sous sa bannière ainsi que plus de deux cents de ses hommes d’armes. Le soir même de la destruction de Saint-Amand, le comte de Hainaut (qui prenait cette guerre trop à cœur), sa chevalerie et ses troupes retournèrent au siège de Tournai, après avoir attaqué en chemin, Orchies, Landas, La Celle et les bourgs environnants. Au troisième jour, les gens d’armes de Valenciennes vinrent à nouveau à Saint-Amand : ils saccagèrent tout ce qu’ils purent et qui ne leur rapportait nul profit, tant dans la ville que dans l’abbaye, allant même jusqu’à briser toutes les cloches « ..dont ce fut dommage, car il y en avoit de moult bonnes et mélodieuses..» dira le chroniqueur hennuyer Jean Froissart[9].
- 1340 : siège et bataille de Saint-Omer (Pas-de-Calais) par les troupes Anglo-flamandes menées par le comte Robert III d'Artois (banni de France et allié du roi Édouard III d’Angleterre) : celui-ci crut facilement s’emparer de la ville et fit d'incroyables efforts pour s'en rendre maître en y plaçant vainement divers corps de ses troupes aux extrémités et aux faubourgs. Du côté français, l’arrivée du duc Eudes IV de Bourgogne et la fidélité des habitants de la ville au roi de France, préserva la place et, l’armée assiégeante fut forcée de se retirer. Précédemment, après le siège de Cambrai et le combat naval de l’Écluse (en flamand, Sluis), le roi d’Angleterre débarqua de nouveau en Flandre avec une armée de 50 000 hommes d’armes et confia le tiers de ses troupes, composées essentiellement de 3 000 Flamands, à Robert III d’Artois, qui devait mettre le siège devant Saint-Omer. Pendant ce temps, le roi de France, Philippe VI de France, n’en demeura pas moins inactif : il rassembla son armée entre Lens et Arras, afin de pouvoir porter ses forces où la nécessité l’exigerait. Connaissant les projets de l’Anglais, il envoya dans la ville de Saint-Omer, le comte Jean Ier d'Armagnac avec 42 bannières, parmi lesquelles on distinguait celles d’Eudes IV duc de Bourgogne, du comte Henri de Montbéliard, de Robert de Fiennes (*), des seigneurs de Créqui, de Bergues, de plusieurs vaillants chevaliers d’Artois et de Flandre, de Jean II de Châtillon, le comte Dauphin d’Auvergne, le sire Jean Ier de Mercœur, le sire de Montagu, le sire de Rochefort, le vicomte de Thouars ainsi que plusieurs chevaliers d’Auvergne et du Limousin. Robert de Fiennes était venu joindre le duc de Bourgogne (lui-même accompagné de son fils Philippe de Bourgogne, dit Monsieur) avec 4 chevaliers et 23 écuyers. Le comte Robert III d’Artois s’étant approché avec ses Anglo-flamands devant Saint-Omer, le duc Eudes IV de Bourgogne ne désirant nullement subir un long siège, préféra lui livrer bataille devant et sous les murs de la ville : les troupes françaises se lancèrent soudainement, lances abaissées, bannières déployées, et en bon convenant de bataille, en s’écriant « Clermont ! Clermont ! Au Dauphin d’Auvergne ! » sur les troupes assiégeantes de Robert III. Les Anglo-flamands ébahis quant à cette « sortie » des assiégés qui vinrent sur eux, s’enfuirent chacun à qui mieux mieux à travers les champs, talonnés par les Français qui les tuèrent par "monceaux" et par "troupeaux". Cette « chasse » s’étendit sur deux lieues (8 km.) aux alentours de la ville : 1 800 assiégeants furent occis et 400 furent ramenés prisonniers à Saint-Omer. Ce fut un succès total du chef de la garnison de la ville, le duc Eudes IV de Bourgogne, ayant réussi son assaut et mis en déroute les Anglo-flamands (26 juillet 1340). Robert III d’Artois, vaincu, s’enfuit en toute hâte, chargé de la malédiction des Flamands, à qui il avait promis un triomphe assuré, et alla rejoindre Édouard III d’Angleterre qui était en train d’assiéger Tournai, courageusement défendue par une garnison française sous les ordres du comte de Foix et du gouverneur Gaudemar du Fay[10].
- 21 juillet - 25 septembre 1340 : siège de Tournai, Édouard III doit abandonner le siège faute d'argent.
- 1340 : siège de Condom (surnommée, Condom-la-Rebelle) par les Anglais. Pierre de la Palu, sénéchal de Toulouse au service de la France, accourut défendre la place.
- 1341 : siège de Brest (Auj., dans le dép. du Finistère, Bretagne) par Jean de Montfort.
- 1341 : siège de la forteresse de Champtoceaux (Auj., dans le dép. de Maine-et-Loire) par le duc de Normandie (le futur roi de France Jean le Bon.)[11]
- 1341 : siège du château de Lymo ou L'Humeau proche de la bourgade La Varenne (Auj., dans le dép. de Maine-et-Loire) La garnison placée à l'intérieur du château (50 à 60 soldats) par Jean de Montfort fut assiégée puis massacrée par les troupes françaises de Charles de Blois. En 1341, Jean de Montfort se réclamant du duché de Bretagne envahit toute la région. Le duc de Normandie expédié par son père, le roi de France Philippe VI de Valois, intervint en Bretagne en vue de contrer les projets de Jean de Montfort. Le premier obstacle pour pénétrer en Bretagne était la forteresse de Champtoceaux située le long de la Loire et qui avait été garnie par Jean de Montfort d’une garnison composée de mercenaires sous le commandement de quelques allemands originaires de Lorraine. Du côté français, Charles de Blois qui était en train d’assiéger Angers, quitta cette place avec une avant-garde au début d’octobre 1341. Le duc de Normandie le suivit vers le 14 du même mois avec la plupart des hauts dignitaires du royaume, tels Miles de Noyers, le duc de Bourgogne, le duc de Bourbon, le frère de Philippe VI à savoir le duc d'Alençon, le Connétable de France, le Maréchal des armées, et l’Amiral de la flotte française ainsi que Louis de La Cerda. Jean de Montfort fit la tentative effrontée de soulager Champtoceaux avec des forces totalement inadéquate : il les mena hors de Nantes et en poursuivant le long du banc sud de la rivière arriva à une petite forteresse appelée L’Humeau ou, Lymo située à près de 3 milles du siège. Il s’attendait à trouver cette dernière place tenue par ses propres hommes (50 à 60 hommes d’armes), mais il y rencontra Charles de Blois. Après deux jours de combat autour de la tour de la petite forteresse de L’Humeau, les hommes d’armes de Montfort, défendant la place, en furent expulsés par le duc de Normandie : ce fut un bain de sang. L’on massacra jusqu’au dernier soldat toute la garnison mise dans la forteresse par Jean de Montfort. La cause de cette exécution était évidente : les Français craignaient que ces hommes, traîtres une première fois, ne le devinssent plus aisément encore une seconde fois. Quant à la forteresse de Champtoceaux, elle tomba aux mains des Français en date du 26 octobre 1341. Ce fut un tournant dans cette campagne : Jean de Montfort retourna au plus vite à Nantes, tandis que l’armée du duc de Normandie arriva aux remparts de la cité à la fin du mois d’octobre. La ville de Nantes résistait toujours aux français, mais sans réel enthousiasme : elle venait d’apprendre le désastre de la défaite et du massacre des « Montfortistes » de la forteresse de L’Humeau par les troupes françaises. La Chronographia nous montre que la Bretagne bretonnante tenait plus fortement pour Jean de Montfort comme duc de Bretagne que pour Charles de Blois[12].
- 1341 : siège de Nantes (Auj., dans le dép. de la Loire-Atlantique) par Charles de Blois duc de Bretagne contre le comte de Montfort. En avril 1341 décéda Jean III duc de Bretagne : sa succession fut disputée entre son demi-frère et sa nièce. Son demi-frère Jean, comte de Montfort-L’Amaury par l’héritage de sa mère, prétendant au duché de Bretagne s’empare de presque tout le territoire. Le mari de sa nièce, Charles de Blois, recourut aux tribunaux de Philippe VI de France : Arrêt de Conflans en faveur de Charles de Blois contre Montfort. Édouard III d’Angleterre intervint en soutenant Montfort et lui offrant le comté de Richmond. Désireux d’appliquer la décision des tribunaux du roi, Charles de Blois envahit la Bretagne avec ses troupes et les troupes royales. En 1341 (date nouv. st.), après que le duc de Normandie (fils du roi de France Philippe VI de Valois), Charles de Blois (neveu du roi de France), et les autres seigneurs à leur service eurent conquis le château de Châteauceaux (Champtoceaux, auj. dans le dép. de Maine-et-Loire), le dit duc offrit le château au dit Charles, son cousin comme héritier et duc de Bretagne, comme étant sien et de son propre héritage : le château fut confié à la garde de Rasse de Guincamp. Dès lors, l’armée française se porta vers Nantes où se tenait le comte de Montfort, leur ennemi. En chemin, les maréchaux de France assaillirent la ville de Quarquefoure (auj. Carquefou) à 4 lieues de Nantes (16 km) : cette ville était bien fermée, murée et entourée de fossés et de palissades. Le siège de la ville fut rude de tous les côtés et les assiégés se défendirent comme ils purent (par manque d’hommes d’armes expérimentés) mais bientôt la cité fut enlevée et moult gens à l’intérieur furent occis. Le spectacle fut désolant : les Français boutèrent le feu à la ville et logèrent par après dans les environs. Le lendemain, les seigneurs français vinrent par couleurs, ordonnances et connétablies devant Nantes : ils établirent leurs tentes et pavillons tout autour de la ville se préparant au siège. À l’intérieur de la cité se tenaient le comte de Montfort, le sire Hervé de Léon et, les seigneurs Henri et Olivier de Pennefort ainsi que plusieurs chevaliers et écuyers de Bretagne ayant fait précédemment « féaulté » au comte et à sa femme à Rennes. Lorsque le comte de Montfort se vit assiégé par les Français devant Nantes, il ne fut pas trop inquiété : la ville était bien pourvue en artillerie et les bourgeois de la ville était également bien armés. Le comte ordonna à tous les habitants de défendre la cité, de se rendre aux guérites et de ne point se jeter sur l’Ost des Français. Il réconforta encore les défenseurs en signalant que ce siège ne pouvait durer longtemps car il avait commencé trop près de l’hiver et qu’aussi la cité se situait proche de la rivière de la Loire assurant une protection naturelle. Or, il advint que les habitants de la ville ne tinrent compte de ses recommandations : certains jeunes bourgeois de Nantes et des habitants, au nombre de 400 personnes d’élite, prièrent le sire de Léon d’être leur capitaine afin de les mener à l’encontre de l’Ost des Français. Hervé de Léon en bon chevalier qui aimait les armes acquiesça : sa troupe effectua une sortie en terrain couvert car elle connaissait bien la région. Elle rencontra en chemin une colonne de 15 chars, 40 personnes et 300 sommiers et mules chargés de toutes sortes de marchandises, dont du vin et de la farine, destinées aux assaillants de la ville : la troupe se jeta sur le charrois et fit de nombreux tués. Le sire de Léon et sa troupe, après cette chevauchée, décidèrent de ramener aussitôt dans la ville de Nantes ces précieuses marchandises prises à l’ennemi. Sur ces entrefaites, des cris s’élevèrent de l’Ost des Français, mécontents d’avoir été spoliés : les trompettes sonnèrent et les gens s’armèrent et montèrent à cheval. Le soir même le sire Louis de La Cerda avec 500 compagnons d’armes, bannières déployées, s’étant lancer à la poursuite de la troupe du sire de Léon, se livra à quelques forts combats. Lorsque le sire de Léon et sa troupe de Nantais virent qu’ils étaient poursuivis, ils se placèrent entre leurs ennemis et les sommiers capturés, pour pouvoir mettre, pendant ce temps, en sécurité, ces victuailles et autres marchandises à l’intérieur des portes de la ville. Il y eut alors une rencontre brutale et une impressionnante mêlée entre les différentes troupes des protagonistes. Les premiers assaillants menés par Louis de La Cerda furent rejoints bientôt par de nombreux seigneurs de France et Hervé de Léon n’eut d’autre issue que de se réfugier à l’intérieur de la ville, sacrifiant à contre cœur, une partie de ses hommes au combat, par crainte que les Français ne réussirent à forcer l’entrée et ne pénétrèrent dans la cité. Près de la moitié des hommes d’armes du sire Hervé resta à l’extérieur des remparts : ils furent tous pris ou occis et, les survivants furent amenés prisonniers auprès du duc de Normandie et Charles de Blois, qui furent heureux de ces prises de guerre. Le comte de Montfort, à la complainte des habitants de Nantes d’avoir perdu de nombreux fils dans cette chevauchée sans raison, en fut tout courroucé et reprocha la prouesse par trop téméraire du sire de Léon son conseiller, ayant perdu la moitié de ces hommes : le sire en resta muet de honte. Cependant, à la suite de cette déconvenue, les arbalétriers Génevois (=Génois, de la ville de Genova ou Gênes en Italie) et les soudoyers au service de la France effectuèrent d’interminables escarmouches aux portes et barrières de la ville. Les habitants et certains bourgeois de Nantes voyant leurs biens détruits tant à l’extérieur qu’à l’intérieur de la cité par les assauts des Français, leurs fils et leurs amis faits prisonniers, redoutèrent du pire quant à l’avenir proche : ils se concertèrent dès lors secrètement et se mirent d’accord pour traiter en catimini, avec les seigneurs français, leurs assiégeants, afin d’obtenir la paix et récupérer leurs fils prisonniers. Cependant, les Français exigèrent de ceux-ci qu’ils achètent ou monnayent ce traité : il fut convenu d’un jour, duquel une porte de la ville serait laissée ouverte, permettant ainsi à l’Ost des Français de pénétrer paisiblement dans la ville et de se rendre au château afin d’y arraisonner le comte de Montfort et que nuls habitants de Nantes n’interviendraient contre les seigneurs français dans la cité. Aux jour et heure fixés, la porte désignée dans le traité s’ouvrit, et les Français pénétrèrent sans encombre dans la ville, se dirigèrent vers le château et surprirent le comte de Montfort qui dormait encore, car il était tôt au matin. Le sire Hervé de Léon et les autres chevaliers du comte furent eux-mêmes surpris et emmenés par les Français. Seuls les sires Henri et Olivier de Pennefort et Ives de Tigry réussirent à se sauver à cheval. Le comte et ses chevaliers furent amener hors de la cité au campement des Français. Ce jour-là, le sire de Léon, se sentant trahi de tous, ne voulut plus participer aux conseils que le comte de Montfort eut à faire. Lorsque le comte de Montfort, prisonnier, apparut devant le duc de Normandie et Charles de Blois, ces derniers en furent tout heureux et la guerre à leurs yeux n’en était encore que plus belle, car Nantes, la souveraine cité de Bretagne, rentrait en la possession du roi : se concertant, ils décidèrent d’expédier le comte à Paris. Le comte fut amené ainsi auprès du roi de France sous bonne escorte de 200 lances menées par Louis de La Cerda en personne, accompagné du sire de Montmorency, du sieur d’Estouville, et du sire Grimouton de Cambli. À Paris, le roi de France reçut avec joie, ce prisonnier de marque envoyé par son fils le duc de Normandie : il reprocha au comte de s’être emparé de la Bretagne sans avoir attendu la décision des pairs de France et de s’être porté avec orgueil contre le roi de France. Le roi Philippe VI ordonna aussitôt qu’on emporta le comte au château du Louvre, pour y être emprisonner sous bonne garde, jusqu’à la décision royale. Maintes pensées du roi, de mettre à mort le comte de Montfort, furent contrecarrées par les puissants seigneurs du royaume dont le comte Louis de Flandre : le roi décida ainsi de garder ce prisonnier enfermé, tant qu’il vécut. Quant aux bourgeois de Nantes, ils jurèrent et firent serment de foi et hommage à Charles de Blois qui fut reconnu duc et seigneur de Bretagne : celui-ci entra, le 23 novembre 1341 (1340 date anc. st.), le premier dans la cité accompagné du duc d’Alençon son oncle et du duc de Normandie son cousin. La ville fut prise après deux semaines de siège[13].
- 1342 : siège de Guérande (Auj., dans le dép. de la Loire-Atlantique) par Louis de La Cerda et ses troupes espagnoles et génoises aux services de la France. La ville était occupée précédemment par les Anglais. Après le siège, la prise et le pillage de la place, la ville fut brûlée.
- 1342 : siège d'Auray (Auj., dans le dép. du Morbihan, Bretagne) par Charles de Blois.
- 1342 : siège de Rennes (Auj., Rennes dans le dép. d'Ille-et-Vilaine, Bretagne) par Charles de Blois.
- 1342 : siège de Vannes (Auj., Vannes dans le dép. du Morbihan, Bretagne) mené par les troupes d'Édouard III d'Angleterre. La ville est prise et reprise aussitôt par les Français.
- 1342 : siège de Vannes (Auj., Vannes dans le dép. du Morbihan, Bretagne.) Robert III d'Artois, allié aux anglais, est grièvement blessé à ce second siège de Vannes.
- 1342 : siège de Carhaix (Auj., dans le dép. du Finistère, Bretagne) par Charles de Blois.
- 1342 : siège d'Hennebont (Auj., Hennebont dans le dép. du Morbihan, Bretagne.) Défense héroïque de Jeanne de Montfort : celle-ci reçoit le secours de Gautier de Masny (ou, de Mauny.) Louis de La Cerda leva le siège et rejoignit Charles de Blois devant Auray.
- 1342 : siège de Dinan (Auj., dans le dép. des Côtes-d'Armor) par Louis de La Cerda qui finit par prendre la ville.
- 1342 : siège et prise du château de Porléac'h (entre Lesneven et Lanhouarneau. Auj., dans le dép. du Finistère, en Bretagne) par les Anglais Gautier de Mauny et Tanguy du Chastel (Le château était la possession du vicomte Hervé VII de Léon.)
- 3 août - 29 septembre 1342 : siège du château de Ste-Bazeille (Auj., dans le dép. de Lot-et-Garonne, Aquitaine) par les troupes françaises commandées par le frère de l'évêque de Beauvais. Le château étant occupé par une garnison anglo-gasconne.
- 1343 : siège de Morlaix (Auj., dans le dép. du Finistère, en Bretagne) par le comte anglais Northampton et ses troupes. Les Anglais réussirent l’exploit d’écraser les troupes françaises, dix fois supérieures en nombre, menées par Charles de Blois (3 septembre 1343.)[14]
- 1344 : siège de Pellegrue (Auj., dans le dép. de la Gironde, Aquitaine) par le comte anglais Derby et ses troupes composées d’anglo-gascons. Le siège dura six jours : il y eut échange de prisonniers et la conclusion d’une trêve.
- 1344 : siège du château d'Auberoche en Périgord (Auj., les ruines du château se situent sur la commune de Le Change, dép. de la Dordogne, région Aquitaine) par le comte de l'Isle-Jourdain qui vint avec 10 à 11 milles hommes d'armes français assiéger la place. Le comte anglais Derby et Gautier de Mauny se trouvant à Bordeaux, apprenant la nouvelle, accoururent aussitôt et mirent les Français en déroute. Le siège se déroula d'août au 23 octobre 1344. (en 1345 : selon la nouvelle datation.)
- 1344 : siège et prise de Guérande (Auj., dans le dép. de la Loire-Atlantique) par Charles de Blois.
- 1344 : siège et prise de Dinan (Auj., dans le dép. des Côtes-d'Armor, Bretagne) par le comte anglais de Salisbury. La ville sera pillée et incendiée.
- 1345 : siège de Casseneuil (Auj., arrond. Villeneuve-sur-Lot, dans le dép. de Lot-et-Garonne) par le français Robert de Houdetot sénéchal de l'Agenais et maître-arbalétrier.
- 1345 : siège de Quimper (Auj., dans le dép. du Finistère, Bretagne) par Jean de Montfort qui y mena vainement divers assauts devant la ville.
- 1345 : siège de Monségur (au N-E de La Réole. Auj., dans le dép. de la Gironde, région Aquitaine) par le comte anglais Derby. Le siège dura 15 jours (en mai ou en juin 1345.)
- 1345 : siège et prise de Bergerac (Auj., dans le dép. de la Dordogne, Aquitaine) par le comte anglais Derby. La ville se rendit le 24 août 1345. Le comte de l'Isle-Jourdain y fut fait prisonnier.
- 1345 : siège de La Réole (Auj., dans le dép. de la Gironde, Aquitaine) par le comte anglais Derby et ses troupes composées d’anglo-gascons. Celui-ci pénètre dans la ville le 6 octobre 1345.
- 1345 : siège d'Angoulème (Auj., dans le dép. de la Charente, région Poitou-Charentes) par les Anglais. La ville fut remise au comte anglais Derby. Plus tard le prince Jean (futur Jean II le Bon) reprit la ville aux anglais.
- 1345 : siège de la citadelle de Blaye (Auj., dans le dép. de la Gironde, Aquitaine) par le comte anglais Derby. La place rendit les armes.
- Mi-avril - au 20 août 1346 : siège du Castel et de la ville d'Aiguillon en Guyenne (Auj., dans le dép. de Lot-et-Garonne, en Nouvelle-Aquitaine) par le duc de Normandie, fils de Philippe VI de Valois. Le siège, commencé par les Français dans la deuxième quinzaine d'avril, se heurta à la résistance des assiégés anglo-gascons menés par Gauthier de Mauny. Étaient présents au siège, Ernoul d'Audrehem (qui sera plus tard, un des chefs de la défense de Calais pendant 11 mois) et Philippe de Bourgogne dit Monsieur, comte d'Artois et de Flandre (qui sera tué, écrasé sous son cheval.) Le duc de Normandie fit lever le siège le 25 juin 1346 sans avoir pu s'emparer de la place[15].
- 1346 : siège de Niort (Auj., dans le dép. des Deux-Sèvres), par le comte anglais Derby. La ville fut remise aux Anglais.
- Mi-août 1346 : siège de Béthune (Auj., dans le dép. du Pas-de-Calais) par Oudart de Renty banni de France et rallié aux Anglais. Il commandait des troupes armées et assiégea Béthune. Il dut se retirer plus tard devant la résistance des défenseurs français de la ville, dirigés par Geoffroi de Charny, Eustache de Ribemont, Baudouin d'Annequin et Jean de Landas.
- 1346 : siège de Cherbourg (1346) (Auj., Cherbourg-Octeville, dép. de la Manche, en Basse-Normandie) par les troupes d'Édouard III d'Angleterre. La ville ne sera pas prise.
- 1346 : siège et prise de Caen (Auj., dans le dép. du Calvados, région Basse-Normandie) par les troupes d’Édouard III d’Angleterre. Ce dernier arriva sur les lieux du siège le 26 juillet 1346. Du côté français, le comte d’Eu fut fait prisonnier.
- 1346 : Siège et prise du château de Montreuil-Bonnin (anciennement, Monstroel-Bonin. Auj., dans le dép. de la Vienne, en Poitou-Charentes.) Le château, à cette époque, possédait un atelier monétaire pleinement actif : ce qui pouvait attiser la convoitise, par les butins et les monnaies d’or escomptés, par quelques assiégeants. En octobre 1346, le comte anglais Derby vint avec ses troupes assiéger la place ..de grand façon et étaient les archers tout devant.. Les archers anglais tirèrent tellement de flèches que les assiégés n’osèrent plus apparaître aux défenses : ce qui profita astucieusement aux troupes assiégeantes qui avancèrent ainsi et conquirent par la force le château et, .. furent tous ceux morts qui dedans étaient.. (300 assiégés occis.) Les Anglais prirent dès lors, la possession des lieux, y laissèrent une garnison et s’en allèrent vers Poitiers. (Note : Un bon archer pouvait tirer à cette époque, 5 à 6 flèches par minute.)
- 1346 : siège de Tulle (Auj., dans le dép. de la Corrèze, région du Limousin) par le comte d'Armagnac. Ce siège dura du 1er au 15 décembre 1346.
- 1346-1347 : siège de Calais (Auj., dans le dép. du Pas-de-Calais) par les Anglais. Épisode des six bourgeois de Calais. En 1347, après 11 mois de résistance héroïque, quelques chefs français de la défense de la ville de Calais furent prisonniers courtois amenés à Londres par le roi Édouard III d'Angleterre : Jean de Vienne (ou, de Via(e)ne), Jean de Surie (ou, de Sury), Ernoul d'Audrehem (ou, Arnoul(d) d'Audeneham) qui furent rachetés plus tard par le roi de France Philippe VI de Valois.
- 1347 : Siège d'Aire (Auj., dans le dép. du Pas-de-Calais) par les Flamands et les Anglais. En mai 1347, les Anglais rôdant en Artois, s'attaquent avec l'aide des Flamands à la cité d'Aire défendue par le bailli Gilles, seigneur de Réty. La ville a déclenché une inondation défensive pour parer à l'attaque, les Anglais essayent de prendre le château, après un assaut, les assiégés répondent en donnant du canon depuis les murailles, les assiégeants prennent peurs et décident d'aller ravager les villages aux alentours.
- 1347 : siège de la Roche-Derrien (Auj., dans le dép. des Côtes-d'Armor en Bretagne) par Charles de Blois et ses troupes françaises. La place était occupée par les Anglais.
- 1347 : siège et prise du fort de Domme (en Périgord, à la limite du Quercy. Auj., dans le dép. de la Dordogne, région Aquitaine.) En 1346, les Anglais surprirent et investirent Domme. En 1347, les troupes françaises menées par Guillaume de Montfaucon et aidées de milices improvisées firent le siège et réinvestirent la place.

### Règne de Jean II le Bon (22 août 1350 - 8 avril 1364)
- 1350 : siège de Loudun (Auj., dans le dép. de la Vienne.) Loudun sera prise le 24 juin 1350 par les Anglais et en décembre 1350, reprise par les Français menés par le sire de Beaujeu. En 1351, les Français réinvestirent les lieux.
- 1350 : siège du château fort de Rougemont-le-Château (Auj., dans le dép. du Territoire-de-Belfort) par le meneur, dit l'Archiprêtre (Arnaud de Cervole ou Enguerrand de Coucy), d'une bande de pillards et de mercenaires. Après le siège et le pillage, le château fut incendié.
- Juillet 1351 : siège de Montréal en Agenois (ou, Montréal-en-Condomois. Auj., Montréal (-du-Gers), dans le dép. du Gers) par les Français sur les Anglais. À cette époque la ville était occupée par les Anglais. Charles, roi de Navarre et allié des Français, vint y faire le siège, prit la place, et la rasa.
- 1351 : siège de St.-Jean-d'Angély (Auj., dans le dép. de la Charente-Maritime), qui était occupé par les Anglais. Édouard III d'Angleterre voulut y faire lever le siège. Charles d'Espagne, allié des Français, vint y faire le siège en juillet 1351. Jean le Bon s'y rendit également et gagna la ville le 31 août 1351.
- Février 1352 : siège de la ville de St.-Antonin (Auj., St.-Antonin-le-Val, proche de Rouergue, dans le dép. de Tarn-et-Garonne) par le comte Jean d'Armagnac et les troupes françaises sur les Anglais.
- 1352 : siège d’Agen (Auj., Agen dans le dép. de Lot-et-Garonne) par le comte Strafford lieutenant du roi d’Angleterre en Aquitaine et ses troupes. Ce siège commença au début de l’année 1352, les Anglais tentèrent de réduire la ville.
- 1352 : siège du château de Madaillan (Auj., Madaillan en canton de Prayssas, arrond. Agen, dép. de Lot-et-Garonne) par le sire de Craon, lieutenant du roi de France.
- Mai - juin 1354 : siège d'Aiguillon (Auj., Aiguillon dans le dép. de Lot-et-Garonne) par le comte d'Armagnac rallié aux Valois.
- 1354 : siège du château de Madaillan (Auj., Madaillan en canton de Prayssas, arrond. Agen, dép. de Lot-et-Garonne) par le comte Jean d'Armagnac. Sa tentative échoua.
- 1355, 8 au 10 novembre[16] : siège de Narbonne (Auj., dans le dép. de l'Aude, région Languedoc-Roussillon) par le prince de Galles. Aymeri VI, vicomte de Narbonne, soutint le siège et obligea le prince à abandonner ses tentatives[17].
- 1355 : tentative du siège de Carcassonne (Auj., dans le dép. de l'Aude, région Languedoc-Roussillon) par le prince de Galles. La cité résista vaillamment, mais la ville basse fut dévastée. Un siège de la cité aurait été trop long pour le prince de Galles : il aurait été ralenti dans ses expéditions de pillage de toute la région[17].
- Juillet 1356 : siège du château de Breteuil (Auj., Breteuil-sur-Iton dans le dép. de l'Eure, en région Normandie), auquel il fut fait usage de canons. Ce siège fut lancé par les troupes de Jean II le Bon, roi de France. La place capitula.
- Septembre 1356 : siège de Romorantin (Auj., Romorantin-Lanthenay dans le dép. de Loir-et-Cher) par le prince de Galles. Durant la chevauchée du Prince noir en 1356, le prince prendt la ville en septembre 1356[17].
- 1356-1357 : siège de Rennes (Auj., dans le dép. d'Ille-et-Vilaine, Bretagne) par les Anglais menés par le duc de Lancastre qui soutenait Montfort. Bertrand du Guesclin s'y distingue. Le siège débuta le 2 octobre 1356 et se termina le 5 juillet 1357 : Lancastre décidant de lever le siège.
- 1357 : siège devant Dinan (Auj., dans le dép. des Côtes-d’Armor, Bretagne) par le duc de Lancastre avec ses troupes composées d'anglais et de bretons fidèles à Jean de Montfort. Février 1357, début du siège : Du Guesclin courut s'enfermer dans la ville en vue d'en assurer la défense. En date du 23 mars 1357, le siège fut levé à la suite d'une trêve entre Anglais et Français. C’est à cette occasion que Bertrand Du Guesclin affronta en combat singulier Thomas de Cantorbery (ou, de Canterbery) représentant le duc de Lancastre. En effet, malgré la trêve, le duc avait fait enlever Olivier Du Guesclin (frère de Bertrand). Bertrand sortit vainqueur du combat et son frère Olivier fut libéré et obtint un dédommagement pécuniaire pour sa captivité.
- 1357 : siège, prise et occupation d'Honfleur (ou anciennement, Honnefleur. Auj., dans le dép. du Calvados, en Basse-Normandie) par une bande de 600 anglais.
- 1358 : Bataille d'Amiens, tentative de siège et d'assauts d’Amiens (Auj., dans le dép. de la Somme, région Picardie) par les navarrais, qui boutent le feu aux faubourgs de la ville.
- 1358 : siège de Paris par le Dauphin (le futur Charles V.)
- Fin mai 1358 : siège du château d'Ermenonville (Auj.,dans le dép. de l'Oise, région Picardie), sous la grande Jacquerie, par Guillaume Calle (ou, Ca(i)llet, Cale, Charles, Karle, Carlé). Le dit château appartenant à Robert de Lorris, chambellan de France.
- juin 1358 : Siège de Meaux (Auj.,dans le dép. de Seine-et-Marne, région Île-de-France), sous la grande Jacquerie, par les paysans révoltés.
- 1358 - 1359 : siège de Saint-Valery (Auj., St.-Valery-sur-Somme dans le dép. de la Somme, région Picardie) par des picards menés par le connétable Robert de Fiennes, lieutenant du roi en Picardie et le comte de Saint-Pol. Ceux-ci obtinrent la place le 29 avril 1359, après 7 à 8 mois de siège[18].
- 1359 : siège et prise de Tonnerre (Auj., dans le dép. de l'Yonne, en Bourgogne) par Édouard III d'Angleterre.
- 18 juin 1359 : siège de Melun (Auj., dans le dép. de Seine-et-Marne) par le Dauphin de France Charles et 3 000 hommes et 2 canons menés au combat par les connétables Robert de Fiennes et Bertrand du Guesclin. Melun étant aux mains de Charles de Navarre dit le Mauvais, allié des Anglais.
- 1359 : siège de Clermont (Auj., dans le dép. de l'Oise, en région Picardie.) Le captal anglais de Buch et Jean de Grailly assiégèrent la ville avec leurs troupes pour le compte des anglo-navarrais.
- 1359 - 1360 : siège de Reims (Auj., dans le dép. de la Marne, région Champagne-Ardenne) par Édouard III d'Angleterre avec 100 000 hommes d'armes pendant un mois.
- 1360 : siège de la forteresse de la Roche-sur-Yon (Bas Poitou. Auj., dans le dép. de la Vendée) par Jean Chandos sénéchal de Poitou au service des Anglais. La forteresse sera reprise aux anglais par Olivier de Clisson en 1373.
- Décembre 1362 : siège de Vitteaux-en-Auxois (Anc., Viteaul. Auj., dans le dép. de la Côte-d'Or, Bourgogne) par l'Archiprêtre et ses "routiers" (mercenaires et pillards) bretons et gascons.
- 1361 : siège du château de Ballon (Auj., commune de Ballon, dans le dép. de la Sarthe, région Pays de la Loire) par Robert le Mareschal, chevalier anglais, qui réussit à prendre possession des lieux. À partir de la place, il rançonna et pilla toute la région. Plus tard, les Français reprirent le château.
- 1362 : siège du château de Saugues (ou, Salgues. Auj., dans le dép. de la Haute-Loire, en région d'Auvergne) en Gévaudan, par les troupes françaises du maréchal Arnoul d'Audeneham (ou, Ernoul d'Audrehem.)
- Mai 1363 : siège de Bécherel (Auj., dans le dép. d'Ille-et-Vilaine, en Bretagne) par Charles de Blois et Du Guesclin. Le siège sera levé en juillet 1363.
- 1363 : siège du château de Valognes (anciennement, Valloignes en Cotentin. Auj., dans le dép. de la Manche, en Basse-Normandie) par Du Guesclin.

### Règne de Charles V (8 avril 1364 - 16 septembre 1380)
- 1364 : siège d'Auray (Auj., dans le dép. du Morbihan, Bretagne) par Jean IV duc de Bretagne.
- 1364 : siège de Nogent-sur-Seine (Auj., dans le dép. de l'Aube, en région Champagne-Ardenne) par le duc de Bourgogne avec 230 chevaliers, écuyers et leurs gens d'armes.
- Juin - Juillet 1364 : siège d'Evreux (Auj., dans le dép. de l'Eure, région Haute-Normandie) par les Français commandés par le maréchal Mouton sire de Blainville et le sire Jean de la Rivière. Evreux résista et ne fut pas prise.
- 1364 : siège d'Acquigny (Auj., dans l'arrond. de Louviers, dép. de l'Eure, en Haute-Normandie) par les troupes françaises de Charles V menées par Jean Bureau.
- 25 mars 1364 : siège du donjon de Rolleboise (Auj., dans le dép. des Yvelines, région Île-de-France) par Du Guesclin qui y chassa par ruse les mercenaires au service de l'Angleterre.
- 11 avril 1364 : siège du fort de Meulan (Auj., dans le dép. des Yvelines, région Île-de-France) par Du Guesclin.
- 1364 : siège de Mantes (Auj., Mantes-la-Jolie, dans le dép. des Yvelines, région Île-de-France) par Du Guesclin. La ville sera prise le 7 avril 1364.
- Mai 1364 : siège et prise du château de Peyriac (en Minervois. Auj. Peyriac-de-Mer, dép. de l'Aude, région Languedoc-Roussillon) par le maréchal de France Ernoul d'Audrehem (ou, Arnould d'Audeneham.) Il soumit le château après 6 à 7 semaines de siège.
- 1364 : siège de Sancerre (Auj., dans le dép. du Cher) par les "routiers" d'une Grande Compagnie (mercenaires et pillards.) Ils furent anéantis par le comte Jean III de Sancerre et ses troupes.
- août 1364 : siège du château fort de Moulineaux, proche de Rouen (Auj., dans le dép. de la Seine-Maritime, région Haute-Normandie) par le maréchal de France Mouton seigneur de Blainville (19/09/1364). Ce fut une victoire française sur les anglo-navarrais.
- 1364 : siège et prise du fort de Domme (en Périgord, à la limite du Quercy. Auj., dans le dép. de la Dordogne, région Aquitaine) par le maréchal de France Mouton seigneur de Blainville. Ce fut une victoire française sur les anglo-navarrais.
- 1364 : siège, prise et occupation du château fort de Mauve (Auj., Mauves-sur-Huisne, dép. de l'Orne, région Basse-Normandie) par Robert Secot et sa troupe anglaise. Le dit Robert ne s'éternisa que quelques jours dans les lieux[19].
- 1364 - 1365 : siège de Villaines (Auj., dans le dép. de la Côte-d'Or, Bourgogne) par Guy de Pontailler maréchal de Bourgogne.
- Janvier 1365 : siège et capture de Nogent-sur-Seine (Auj., dans le dép. de l'Aube, en région Champagne-Ardenne) par Philippe le Hardi et ses troupes armées. La ville était occupée par les "routiers" (mercenaires et pillards) des Grandes Compagnies en Champagne.
- 1365 : siège de La Charité (Auj., La Charité-sur-Loire, dans le dép. de la Nièvre, en Bourgogne) par l’ordre du roi Charles V, et mené par Philippe le Hardi duc de Bourgogne, secondé par le connétable Moreau de Fiennes ainsi que des maréchaux Mouton sire de Blainville et Boucicaut et près de 20 000 hommes d’armes. La ville détenue par des navarrais (alliés des Anglais à cette époque) dut capituler : la reddition fut totale. La ville rentrait sous l’obéissance du roi de France. Les Français investirent la place et les fortifications furent en partie rasées.
- 1367 : siège du fort de Meulan (Auj., dans le dép. des Yvelines, région Île-de-France) par Du Guesclin qui y utilisa des Bouches de feu qui remplacèrent les balistes dans l'attaque et la défense des places.
- 18 mars 1368 : siège devant le fort de Villiers-St.-Benoît (Auj., dans l'arrond. de Joigny, dans le dép. de l'Yonne, en Bourgogne) par la Grande Compagnie. Après huit jours de résistance des assiégés, le siège fut racheté 300 livres.
- 1368 : siège et prise de Tarascon (Auj., dans le dép. des Bouches-du-Rhône) par le duc d'Anjou et Du Guesclin (4 mars 1368.)
- 1368 : siège de la ville d'Arles (Auj., Arles, dans le dép. des Bouches-du-Rhône) par le duc d'Anjou et, continué plus tard par Du Guesclin (11 avril 1368)
- 1368 : siège de Château-Gontier (Auj., dans le dép. de la Mayenne angevine) par les Grandes Compagnies (mercenaires et pillards.) La cité sera prise le 17 août 1368.
- 1369 : siège de Duravel, à l'Ouest de Cahors (Auj., dans le dép. du Lot, région Midi-Pyrénées) par le chevalier et général anglais Robert Knolle (ou, Knowles) avec ses troupes qui échouèrent dans leurs tentatives à diverses reprises.
- 1369 : siège de la forteresse de St.-Savin (en Poitou. Auj., dans le dép. de la Vienne) par les Anglais menés par Jean Chandos : ceux-ci éprouvèrent un échec. Les forces françaises étaient menées par Jean de Kerlouët (ou, de Carenlouët.)
- 1369 : siège de Montauban (Auj., dans le dép. de Tarn-et-Garonne) par Olivier de Clisson rallié aux français. Les Anglais sont chassés de la ville.
- 1369 : siège de Cahors (Auj., dans le dép. du Lot, région Midi-Pyrénées) par les Anglais. Les Anglais, chassés de Montauban, et commandés par Chandos, le captal de Buch, le chevalier et général Robert Knolle (ou, Knowles), Thomas Holland et le sénéchal Walkafara allèrent ainsi mettre le siège devant Cahors le 16 ou le 26 mai 1369. Mais, la ville fut très bien défendue par Gausfred de Vayrals, archevêque de Toulouse. Les assiégeants après une journée et une nuit d'assauts se retirèrent honteusement.
- 1369 : siège de Bourdeilles (Auj., dans le dép. de la Dordogne, région Aquitaine) par les comtes anglais de Cambridge et de Pembroke pendant 9 semaines. La cité fut finalement prise.
- 1369 : siège de Domme (en Périgord, à la limite du Quercy. Auj., dans le dép. de la Dordogne, région Aquitaine) par Chandos et ses troupes anglaises qui échouèrent dans leur tentative.
- Juillet 1369 : siège et prise de la Roche-sur-Yon (Bas-Poitou. Auj., dans le dép. de la Vendée) par les Anglais (3 000 lances) menés par les comtes de Cambridge et de Pembroke, Jean Chandos et Jean d'Andeley.
- Septembre 1369 : siège de Saumur (Anjou, auj., dans le dép. de Maine et Loire, région Pays de Loire). Début septembre 1369-, l'armée du comte de Pembroke, Hugh de Claverly, Louis d'Harcourt († 1388), vicomte de Châtellerault, et les seigneurs poitevins du parti anglais, forte de 600 lances, 300 archers et de 1500 autres fantassins, reprend l'offensive. Alors que l'Anjou est saccagée, les troupes anglaises vinrent assiéger Saumur. Robert de Sancerre y commande la défense. Il résista puis reçut environ 600 hommes en renfort, amenés par le capitaine Jean III de Bueil[20]. Avec ces derniers, Robert de Sancerre repoussa les Anglo-poitevins en dehors des faubourgs[21],[22] mais Les Ponts-de-Cé et l'Abbaye de Saint-Maur sur Loire tombèrent en leur pouvoir[23].
- Mars 1370 : siège du château de Belleperche (en Bourbonnais. Auj., près de Bagneux, dans le dép. de l'Allier, Auvergne) par les troupes des ducs de Bourbon et de Bourgogne. Les "routiers" (mercenaires et pillards) gascons, du parti des Anglais, qui occupaient la place et retenaient prisonnière la duchesse douairière de Bourbon, Isabelle de Valois, furent chassés, mais ils emmenèrent la duchesse en otage.
- 1370 : siège de Limoges (Auj., dans le dép. de la Haute-Vienne, en région Limousin) par le prince de Galles et le duc anglais de Lancastre. Le siège dura du 14 au 19 septembre 1370 : les Anglais ayant réussi à percer une brèche par le sol, pénétrèrent dans la ville et il s'ensuivit un massacre important de la population (plus de 3 000 hommes, femmes et enfants furent occis.) La ville sera également mise à destruction[17].
- 1370 : siège de Montdidier (Auj., dans le dép. de la Somme, région Picardie) par Robert Knolle (ou, Knowles) chevalier et général anglais avec 6 000 hommes.
- 1370 : siège et prise de Moissac (ou anciennement, Montsac, dans le dép. de Tarn-et-Garonne.) Les assiégés finirent par se rendre au duc d'Anjou et ses troupes françaises en date du 23 juillet 1370.
- 1370 : siège de Moncontour (en Poitou. Auj., dans le dép. de la Vienne, région Poitou-Charentes) par les poitevins alliés aux anglais : ceux-ci s'emparèrent de la place, au détriment du roi de France.
- 1370 – 1371 : siège du château de Thury en pays de Cinglais (Auj., Thury-Harcourt, dép. du Calvados, en Basse-Normandie) par le chef anglais Pollehay dit Lemoine agissant au nom du roi Édouard III. Après 8 mois de siège le château fut finalement pris. Il fut par après restitué au duc d’Alençon (allié du roi Charles V) pour la somme de 14 000 francs or.
- 1371 : siège de Bécherel (Auj., dans le dép. d'Ille-et-Vilaine en Bretagne) par Du Guesclin.
- 1371 : siège et prise de Guérande (Auj., dans le dép. de la Loire-Atlantique) par Du Guesclin.
- 1371 : siège de Soubise (Auj., dans le dép. de la Charente-Maritime, région Poitou-Charentes) par le sire de Pons. La place se rendit[24].
- 1371 : siège d'Ussel (Bas-Limousin. Auj., dans le dép. de la Corrèze) par Du Guesclin.
- 1371 : siège et prise de Bressuire (Auj., dans le dép. des Deux-Sèvres) par Du Guesclin.
- 1371 : siège de Conches (Auj., Conches-en-Ouches, dans le dép. de l'Eure, région Haute-Normandie) par Du Guesclin.
- 1371 : siège de la cité et du château d'Usson, proche de la ville de Brioude en Auvergne (Auj., en arrond. d'Issoire, dép. du Puy-de-Dôme, région Auvergne) par Du Guesclin.
- 1371 : siège de Montpon (ou anciennement, Montpaon. Auj., Montpon-Ménestérol, dans le dép. de la Dordogne, région Aquitaine) par Jean de Gand duc anglais de Lancastre.
- Septembre 1371 : siège et prise de Moncontour (en Poitou. Auj., dans le dép. de la Vienne, région Poitou-Charentes) par les Anglais Jean duc de Lancastre et Thomas Percy (1er comte de Worcester), sénéchal du Poitou, aidés par des barons poitevins et leurs hommes d'armes.
- 1371 : siège de Benon (Bourgade à une trentaine de km. à l'Est de La Rochelle. Auj., dans le dép. de la Charente-Maritime, région Poitou-Charentes) par les armées royales menées par Du Guesclin. La place, défendue par les anglo-gascons, fut prise.
- 1372 : siège de Fontenay-le-Comte (Auj., dans le dép. de la Vendée) par le connétable de France Du Guesclin. La place se rend le 12 octobre 1372.
- 1372 : siège de Ste-Sévère (Bas-Berry. Auj., Ste-Sévère-sur-Indre, dép. de l’Indre, région Centre). Appelé par le roi Charles V et le duc de Berry, Du Guesclin mit le siège à la mi-juillet devant Ste-Sévère. Le 31 juillet 1372, la garnison anglaise capitule : la place est rendue aux Français.
- 1372 : siège de Moncontour (en Poitou. Auj., dans le dép. de la Vienne, région Poitou-Charentes). En 1371, la place est prise par les Anglais. En 1372, les Français menés par Olivier de Clisson et, quelque temps plus tard secondés par Du Guesclin, et ses troupes, mirent le siège et reprirent la place.
- 1372 : siège et reprise de Montmorillon (Auj., dans le dép. de la Vienne, région Poitou-Charentes). En 1369, les Anglais s’étaient emparés de la place. En 1372, les Français, sous la conduite de Du Guesclin et le sire de Pons, avec 3 000 lances, mirent le siège et reprirent la place.
- 1372 : siège de Lussac (Auj., Lussac-les-Châteaux, dans le dép. de la Vienne, en Poitou-Charentes.) Le connétable et gouverneur Du Guesclin, désireux d’en découdre avec les troupes anglaises de Jean Chandos, parcourut le Poitou avec 3 000 lances. Il assiégea et investit rapidement Lussac, après avoir pris précédemment Montmorillon.
- 1372 : siège de Chauvigny sise devant la rivière la Creuse (Auj., dans le dép. de la Vienne, en Poitou-Charentes.) À cette époque, Chauvigny appartenait aux évêques de Poitiers. La place fut assiégée par les troupes de Du Guesclin et celles du duc Jean de Berry. Le siège dura deux jours et le troisième jour, les assiégés se rendirent et furent pris à merci. La soumission de la place à Du Guesclin contenta ce dernier : en effet, il l’avait prise déjà l’année précédente, mais les Anglais l’avaient reconquise ensuite.
- 1372 : bataille, siège et prise de La Rochelle (Auj., dans le dép. de la Charente-Maritime, région Poitou-Charentes) par les Français. Le 22 juin 1372, la bataille navale engagée par le commandant Gilles Boccanegra et sa flotte castillane, alliés des Français, est couronnée de succès contre la flotte anglaise. août 1372, le siège est mis devant La Rochelle contre les Anglais : le 15 août les rochelais chassent la garnison anglaise par ruse. Le 23 août, Du Guesclin entre dans la ville.
- Noël 1372 - fin mars 1373 : siège de la forteresse et de la ville de Chizé. Bataille de Chizé (Auj., dans le dép. des Deux-Sèvres, région Poitou-Charentes) par Du Guesclin. Chizé était défendue par le capitaine anglais Robert Morton. Il y eut de nombreux combats devant la place (Bataille de Chizé : 21 mars 1373). Ce furent des victoires françaises[25].
- 1372 : siège de Bécherel (Auj., dans le dép. d'Ille-et-Vilaine en Bretagne) par Du Guesclin.
- 1373 : siège d’Hennebont (Auj., dans le dép. du Morbihan, Bretagne) par Du Guesclin (fin du mois de mai 1373.)
- 1373 : siège du château de Mont-Orgueil par Du Guesclin : il atteignit avec trois vaisseaux l'Île de Jersey et mit le siège au château[26]
- Mars 1373 : siège de la forteresse de La Souterraine (Auj., dans le dép. de la Creuse, région du Limousin) par Jean duc de Berry.
- 1373 : siège et prise de la place forte de Mortagne-sur-Sèvre (Auj., en arrond. de la Roche-sur-Yon, dép. de la Vendée) par Olivier de Clisson et Du Guesclin au nom du roi de France. La place rendit les armes en août 1373.
- Juillet – août 1373 : siège de Brest (Auj., dans le dép. du Finistère, Bretagne) par Du Guesclin.
- 1373 : siège devant Derval (Auj., dans le dép. de la Loire-Atlantique, région Pays-de-la-Loire) par Du Guesclin. Ce fut un sanglant épisode de la guerre. (Le château de Derval appartenait à cette époque à Robert Knolle (ou, Knowles) chevalier et général anglais.)
- 1373 : siège devant le château fort de Bécherel (Auj., dans le dép. d'Ille-et-Vilaine, Bretagne) par les Français. Le siège avait été entrepris dès 1371 par Olivier de Montauban et fut aux mains des Français en 1374 : ce siège dura fort longtemps quoiqu'il fût abandonné et repris plusieurs fois.
- 1373 : Siège et prise de Quimperlé (Auj., dans le dép. du Finistère, Bretagne) par Du Guesclin, qui fit passer la garnison anglaise au fil de l'épée.
- 1373 : Siège de Thouars (Auj., dans le dép. des Deux-Sèvres, région Poitou-Charentes) par Du Guesclin. La ville se rend aux français, malgré une tentative infructueuse d'Édouard III d'Angleterre pour la secourir.
- 1373 - 1375 : Siège du château fort de Gençay (Auj., sur la commune de Gençay, dans le dép. de la Vienne, région Poitou-Charentes.) Précédemment, après la défaite française de 1356 à la bataille de Poitiers (bataille de Nouaillé-Maupertuis), Jean II le Bon roi de France, fut fait prisonnier au château de Gençay. Un chevalier anglais Adam Chel d'Agorisses chassa les seigneurs de Gençay et investit le château d'une importante garnison : il préservera la place 19 ans. En 1373, le connétable Du Guesclin entreprit le siège du château avec les troupes royales. Le siège s'éternisera 2 années : il se termina par la capitulation de l'anglais. Un traité fut signé le 17 février 1375 sur la place même du château entre l'anglais Adam Chel d'Agorisses et Du Guesclin : l'anglais devant déguerpir des lieux ainsi que sa garnison et leurs familles et s'en retourner en Angleterre.
- 1373 : siège de Lourdes (Auj., dans le dép. des Hautes-Pyrénées, région Midi-Pyrénées) par le duc d'Anjou : ce fut un échec et, le duc se retira alors vers Mont-de-Marsan.
- 1373 - 1374 : siège de Lusignan (Bas-Poitou. Auj., dans le dép. de la Vienne, région Poitou-Charentes) par les Français menés par le duc de Berry et Bertrand du Guesclin : ce fut une victoire pour les Français. Ce siège dura près de vingt mois : du 5 mars 1373 au 1er octobre 1374.
- Janvier 1374 - 1375 : siège et prise du château de St.-Sauveur-le-Vicomte (Auj., dans le dép. de la Manche, région Basse-Normandie.) Le roi de France, Charles V, désireux d'en découdre de l'occupation du château par les Anglais fit appel à Du Guesclin. Ce dernier chargea son lieutenant Jean de Vienne d'en faire le siège avec 3 000 hommes d'armes, 600 arbalétriers, 200 livres de poudre et 32 bouches à feu (gros canons) en provenance de Paris. L'artillerie française pilonna une des tours du château qui prit feu... Des pourparlers s'engagèrent,.. La place fut rendue aux français moyennant le paiement d'une somme de 40 000 francs.
- 1374 : siège de La Réole (Auj., dans le dép. de la Gironde, Aquitaine) par les ducs de Bourbon et d’Anjou au nom du roi de France. Au bout de 3 jours, La Réole tomba.
- 1374 : siège et prise de Brive-la-Gaillarde (Auj., dans le dép. de la Corrèze, région du Limousin) par les armées du roi de France et les troupes du bon duc Louys de Bourbon.
- Juin 1374 : siège de Marziac (en diocèse d'Auch. Auj., Marciac, dans le dép. du Gers, région Midi-Pyrénées) par le duc d'Anjou.
- 1374 : siège et prise du château fort de Mont-Ventadour (Auj., sur la commune de Moustier-Ventadour, dép. de la Corrèze, région du Limousin) par Geoffroy Tête-Noire, meneur d'une bande de brigands dits "les routiers" (mercenaires et pillards). Ceux-ci ayant investi la place, rançonneront toute la région pendant 10 années.
- 1375 : Siège de la place-forte de Cognac (Auj., dans le dép. de la Charente, région Poitou-Charentes) par les troupes royales menées par Jean duc de Berry (frère du roi Charles V) et le chevalier Du Guesclin. La place forte et la ville se rendirent au duc le 1er juin 1375.
- 1375 : Siège de Quimperlé (Auj., dans le dép. du Finistère, Bretagne) par le duc de Bretagne. Les assiégés, parmi lesquels Olivier de Clisson et Jean de Beaumanoir, ayant résisté à quelques assauts, furent sur le point de se rendre, lorsque la nouvelle d'une trêve signée à Bruges le 27 juin 1375 entre la France et l'Angleterre, leur arriva. Les assiégeants, menés par Montfort duc de Bretagne, furent contraints de lever le siège.
- 1375 : Siège de St.-Brieuc (Auj., dans le dép. des Côtes-d’Armor, Bretagne) par le duc Jean IV de Bretagne et ses alliés anglais. Les habitants soutinrent vaillamment et avec succès le siège : la ville ne fut pas prise.
- 1375 – 1376 : Siège de St.-Sauveur-le-Vicomte (Auj., dans le dép. de la Manche, région Basse-Normandie) par les troupes royales de Charles V. Jean de Vienne, envoyé par le roi, vint y mettre le siège au printemps 1375 avec tous les barons et chevaliers de Bretagne. Le siège fut cependant levé à la suite d'une seconde session de pourparlers de trêve à Bruges (décembre 1375 à mars 1376) entre les représentants des rois de France et d’Angleterre[27]
- 1377 : Siège de St.-Macaire (Auj., en arrond. de Langon, dép. de la Gironde, région Aquitaine) par les troupes royales menées par le duc d’Anjou (frère du roi Charles V.) La place, occupée par des anglo-gascons, eut à subir de nombreux et rudes assauts et fut finalement prise par le duc.
- 1377 : Siège du château de Castillon (Auj., Castillon-la-Bataille, dép. de la Gironde, région Aquitaine) par les troupes royales menées par le duc d’Anjou (frère du roi Charles V.) La place se défendit une quinzaine de jours et la garnison anglo-gasconne finit par se rendre au duc.
- 1377 : Siège de Sauveterre (Auj., Sauveterre-de-Guyenne, dép. de la Gironde, région Aquitaine) par les troupes royales menées par le duc d’Anjou (frère du roi Charles V.) La bastide, qui avait été édifiée par les Anglais, après une résistance de 3 jours à divers assauts, se rendit au duc.
- 1377 : Siège de Caudrot (Auj., dans le dép. de la Gironde, région Aquitaine) par les troupes royales menées par le duc d’Anjou (frère du roi Charles V.) Après une résistance de 4 jours à divers assauts, la place se rendit au duc.
- octobre 1377 : Siège de Montségur en Bazadois (ou, Monségur-en-Bazadais. Auj., Monségur (au N-E de La Réole), dép. de la Gironde, région Aquitaine) par le duc d'Anjou (frère du roi Charles V.)
- 1377 : Siège de Ste-Bazeille (Auj., dans le dép. de Lot-et-Garonne, région Aquitaine) par les troupes royales menées par le duc d’Anjou (frère du roi Charles V.) La place se rendit au duc.
- 1377 : Siège de Duras (Auj., dans le dép. de Lot-et-Garonne, région Aquitaine) par les troupes royales menées par le duc d’Anjou (frère du roi Charles V.) La place se rendit au duc. Commencé le 9 octobre 1377, le siège se termina le 19 octobre 1377. Il y eut un massacre des habitants[28].
- 1377 : Siège de Bergerac (Auj., dans le dép. de la Dordogne, région Aquitaine) par les troupes royales menées par le duc d’Anjou (frère du roi Charles V.) rejoint plus tard, par Du Guesclin. Le siège qui avait commencé vers le 19 août se termina au bout d'une quinzaine de jours en date du 2 ou, 3 septembre 1377 par la reddition de la place.
- 1377 : Siège de la ville d’Ardres (Auj., dans le dép. du Pas-de-Calais.) Le siège qui avait commencé le 4 septembre fut mené par Philippe le Hardi avec ses troupes bourguignonnes et des compagnies d’hommes d’armes de Picardie. La ville fut prise par le duc[29].
- 1378 : Siège et prise d'Evreux (Auj., dans le dép. de l'Eure, Haute-Normandie) par le sire de Coucy et le sire de la Rivière au nom du roi de France.
- 1378 : Siège et prise de Beaumont (Auj., Beaumont-le-Roger, dép. de l'Eure, région Haute-Normandie) par Du Guesclin. La ville capitula le 6 mai 1378.
- 1378 : Siège de Cherbourg (1378) (Auj., Cherbourg-Octeville, dép. de la Manche, en Basse-Normandie) par les troupes royales de Charles V de France menées par Du Guesclin. Le siège qui fut meurtrier se termina après 6 mois d'assauts sans la prise de la ville. Du Guesclin dut se retirer. Cependant, en 1395, la ville sera rendue à la France.
- 1378 : Siège de la ville et du château de Carentan (anciennement, Karentan. Auj., dans le dép. de la Manche, en Basse-Normandie) par le sire de Coucy et le sire de la Rivière au nom du roi de France. La place rendit les armes.
- 1377 - 1378 : Siège de Mortagne-sur-Mer (Auj., Mortagne-sur-Gironde, dans le dép. de la Charente-Maritime, région Poitou-Charentes) par Yvain (Evan, ou, Owen) de Galles au nom du roi de France. Yvain, prétendant au trône de Galles, était l'allié des Français, et combattit pour Charles V. Il fut assassiné à ce siège, par un émissaire anglais envoyé par le roi d'Angleterre. (Ce siège, selon le chroniqueur J. Froissart dura un an et demi.)
- 1378 : Siège de Pont-Audemer (Auj., dans le dép. de l'Eure, Haute-Normandie) par l'amiral Jean de Vienne. La cité défendue par Martin-Sans-Dureté se rendit le 13 juin 1378 à Du Guesclin.
- 1378 : Siège de Breteuil (Auj., Breteuil-sur-Iton, arrond. Evreux, dép. de l'Eure, en Haute-Normandie) par les ducs de Bourbon et de Bourgogne. Le siège débuta le 12 avril 1378.
- 1378 : Siège de Bernay (Auj., dans le dép. de l'Eure, région Haute-Normandie) par les troupes françaises de Charles le Simple. Pierre du Tertre, défenseur, rendit les armes (Pierre du Tertre était aux ordres de Charles de Navarre dit le Mauvais, allié des Anglais à cette époque)
- 29 juillet 1378 : Siège du château de Pacy (Auj., Pacy-sur-Eure, dép. de l'Eure, en Haute-Normandie) par les troupes du roi de France, Charles le Simple, menées par ses généraux. Le siège dura deux jours et la place se rendit le 30 juin 1378. Par après, la même année, les fortifications du château furent démolies. Pacy était une des expéditions envoyées par le roi Charles en Normandie pour anéantir les places occupées par Charles le Mauvais roi de Navarre (allié des Anglais.)
- août 1378 : Siège de Bazas (Auj., dans le dép. de la Gironde, région Aquitaine) par le duc d'Anjou. Ce siège, qui débuta le 19 août 1378, ne nous a pas laissé d'information quant à sa finalité.
- 1378 : Siège de Bayonne (Auj., dans le dép. des Pyrénées-Atlantiques, Aquitaine) par le roi de Castille.
- 1378 - 1379 : Siège de St.-Malo (Auj., dans le dép. d'Ille-et-Vilaine, en Bretagne) par le duc de Lancastre et ses troupes anglaises. Le roi de France envoya une importante armée pour faire lever ce siège. Le siège fut finalement levé en janvier 1379.
- 1379 : Siège de Guérande (Auj., dans le dép. de la Loire-Atlantique) par Olivier III de Clisson qui tente de prendre la ville.
- Septembre 1379 : Siège d'Audenarde (en flamand, Oudenaarde. Auj., en province de Flandre-orientale, en Belgique) par 60 000 flamands armés (des gantois) en révolte contre le comte de Flandre, Louis de Mâle (ou, de Maele.) Ce dernier, soucieux de préserver la ville et 800 lances de garnison, accepta un compromis "forcé" proposé par Philippe le Hardi duc de Bourgogne agissant comme intermédiaire entre les belligérants. Le siège fut finalement levé le 3 décembre 1379, après moult sanglants combats.
- Novembre 1379 : Siège de Termonde (en flamand, Dendermonde. Auj., en province de Flandre-orientale, en Belgique) par les flamands (des gantois) armés, révoltés contre le comte de Flandre, Louis de Mâle (ou, de Maele.) Ce dernier envoya des secours aux assiégés de la ville, mais ne put en éviter le pillage.
- 1380 : Siège du château de Challiers (Auj., Chaliers, en canton de Ruines, dép. du Cantal, région Auvergne) par le duc de Berry et Du Guesclin. Le château fut soumis en juillet 1380.
- 1380 : Siège de Châteauneuf-sur-Charente (Auj., dans le dép. de la Charente, région Poitou-Charentes.) Charles V reprit cette ville après un siège de quatre années.
- 13 juillet 1380 : Siège de Châteauneuf-de-Randon (Auj., dans le dép. de la Lozère, région Languedoc-Roussillon) en Gévaudan par Bertrand du Guesclin. Au début de ce siège, Bertrand du Guesclin, chevalier breton et connétable de France, tomba malade et décéda quelques jours plus tard, en date du 13 juillet 1380. Les Anglais se rendirent cependant aux Français.

### Règne de Charles VI (16 septembre 1380 - 21 octobre 1422)
- Hiver 1380 - 1381 : Siège de Nantes (Auj., dans le dép. de la Loire-Atlantique) par le duc anglais de Buckingham auquel concourut également le chevalier et général anglais Robert Knolle (ou, Knowles.)[30]
- 1381 : Siège de Gand (en flamand, Gent, en province de Flandre-orientale, en Belgique) par Louis de Mâle (ou, de Maele) comte de Flandre. Le siège dura trois semaines.
- 1382 : Siège d'Audenarde (en flamand, Oudenaarde. Auj., en province de Flandre-orientale, en Belgique) par Philippe d'Artevelde (ou, Filips van Artevelde) capitaine des gantois avec ses troupes flamandes en révolte contre le comte de Flandre, Louis de Mâle (ou, de Maele.) Le siège dura sept semaines.
- 1382 : Siège de Buzet (Auj., Buzet-sur-Baïse, dép. de Lot-et-Garonne, région Aquitaine) par les capitouls de Toulouse[31]
- 1383 : Siège de Bergues (Auj., dans le dép. du Nord) par Charles VI et ses troupes françaises : il s'ensuivit le sac de Bergues (pillages, incendies,..)
- 1383 : Siège de Bourbourg (Auj., dans le dép. du Nord.) En 1382 déjà, les flamands (des gantois) se rebellèrent contre le comte de Flandre, Louis de Mâle (ou, de Maele) et mirent dans leur parti les Anglais : ensemble, ils prirent Dunkerque (Auj., dans le dép. du Nord) et assiégèrent ensuite la ville de Bourbourg en 1383. Les armées du roi de France Charles VI, et celles du duc de Bretagne arrivèrent sur les lieux du siège, mais ne purent empêcher les Anglais de s'échapper avec leurs butins[32].
- 1383 : Siège d'Ypres (en flamand, Ieper. Auj., en province de Flandre-occidentale, en Belgique) par les flamands (des gantois) révoltés contre le comte de Flandre Louis de Mâle (ou, de Maele), qui s'allièrent aux anglais. Les assiégés assurèrent une défense héroïque de leur ville, jusqu'à l'arrivée des troupes françaises envoyées les secourir et reconquérir les bastions de la ville déjà pris par les anglo-flamands[33]
- 1384 : Siège du château de Penne en Albigeois (Auj., dans le dép. du Tarn, région Midi-Pyrénées) par Gaucher de Passac, capitaine général du Languedoc, pour y assiéger les Anglais.
- Juillet à Septembre 1385 : Siège de Damme, en Flandre (Auj., en province de Flandre-occidentale, en Belgique) par Philippe le Hardi et Charles VI de France.
- 1385 : Siège du château de Taillebourg (Auj., dans le dép. de la Charente-Maritime, région Poitou-Charentes) par le comte anglais Derby. Du côté français, Louis de Bourbon participa à briser le siège mené par les Anglais.
- 1385 : Siège de Verteuil (Auj., dans le dép. de la Charente.) Le siège débuta en août 1385 par les Français menés par le duc de Bourbon et Geoffroy de la Rochefoucauld. Les Anglais assiégés dans la ville rendirent les armes[34].
- 1386 : Siège du château de Boutteville (Auj., dans le dép. de la Charente) par le maréchal de Sancerre.
- 1386 - 1387 : Siège de Brest (Auj., dans le dép. du Finistère, Bretagne) par Jean IV duc de Bretagne.
- Mai 1388 : Siège de Grave (Auj., en province de Gueldre, aux Pays-Bas (Provincie Gelderland, Nederlanden.) Le duché de Brabant (anciennement, région à cheval sur la Belgique et les Pays-Bas actuels), vassal du roi de France, était en litige avec le duché de Gueldre (auj., région se situant aux Pays-Bas) concernant des limites territoriales. Les brabançons levèrent des milices à Bruxelles, Louvain, Nivelles et Liège : 40 000 hommes d'armes, s'abstenant de l'aide des Français, partirent faire le siège de la ville de Grave. Le duc de Gueldre avec 3 000 à 4 000 hommes d'armes tomba à l'improviste sur les brabançons, qui furent mis en déroute. Le siège se termina le 29 juin 1388. Cette déconfiture acheva de déterminer le roi de France Charles VI ainsi que le duc de Bourgogne à mettre en oubli tout autre intérêt pour marcher contre le duc de Gueldre.
- 1388 - 1389 : siège du château fort de Mont-Ventadour (Auj., sur la commune de Moustier-Ventadour, dép. de la Corrèze, région du Limousin). À cette époque, le château était occupé par Geoffroy Tête-Noire, meneur des "routiers" (mercenaires et pillards.) Le siège, qui fut décidé par Jean duc de Berry, se déroula entre le 4 décembre 1388 et le 14 juin 1389[35].
- 1393 : Siège et prise du fort de Domme (en Périgord, à la limite du Quercy. Auj., dans le dép. de la Dordogne, région Aquitaine) par les "routiers" ou Grandes Compagnies de mercenaires et pillards anglais.
- 1394 : siège de St-Brieuc (Auj., dans le dép. des Côtes-d'Armor, Bretagne) par le connétable de Clisson avec ses troupes et celles envoyées en renfort par le roi de France et le duc d'Orléans. La ville fut prise au bout de 15 jours de siège. Alain de Rohan participa à ces journées.
- 1394 : siège et prise du Château-Perrier (ou, Château-Poirier. Auj., sur la commune de Kermoroc'h, dép. des Côtes-d'Armor, Bretagne) par le connétable de Clisson. Le siège dura une semaine. Le connétable fit démolir le château en représailles contre le duc Jean IV de Bretagne qui lui-même, précédemment, avait fait démolir le château de la Roche-Derrien (Auj., dans le dép. des Côtes-d'Armor, Bretagne.)
- 1398 : siège et prise de Montignac (en Périgord. Auj., dans le dép. de la Dordogne, région Aquitaine) par le maréchal de Boucicault avec l'armée royale. Le siège se déroula du 5 août à octobre 1398 : Archambaud VI, chef des brigands occupant la ville, capitula.
- 1404 : siège du château de Calefrin ou, Carlefin en duché d'Aquitaine (Guyenne) par le connétable de France Charles d'Albret, commandant d'une armée en Guyenne et le chevalier Harpedane. Après 6 semaines de siège, les assiégés anglais se rendirent sous certaines conditions, comme de pouvoir s'en aller sain de corps et avec leurs biens précieux. Et, la garnison anglaise à l'intérieur du château fut enfin neutralisée : elle ne faisait que des ravages et des pillages dans toute la région.
- 1405 : Siège du château de Merck (ou, Marck) en Calaisis (Auj., dans le dép. du Pas-de-Calais) par Waleran de Luxembourg comte de Ligny et comte de St-Pol avec ses troupes armées composées de 50 arbalétiers et 1 000 hommes d'armes flamands. Il fut battu par les Anglais (le château fort de Merck était à cette époque une possession anglaise.)
- 1405 : Siège de L'Ecluse (en flamand, Sluis. Auj., province de Zélande aux Pays-Bas (Provincie Zeeland, Nederlanden), par le comte anglais de Pembroke qui fut blessé à mort lors de ce siège.
- 1406 : Siège de Châlus, pris par une armée de français, menée et renforcée par le connétable, Guillaume le Bouteiller, le comte de Clermont et le comte d'Alençon[36].
- 21 octobre 1406 : Siège de Blaye (Auj., dans le dép. de la Gironde, région Aquitaine) par les troupes de Louis d'Orléans. Après 15 jours de siège, le défenseur du parti des Anglais, Jean de Grailly, livra la ville. Après le départ des Anglais et leurs alliés, toutes les richesses du château furent pillées par les assiégeants.
- 1406 - 1407 : Siège de Bourg dite Bourg-sur-Gironde (Auj., dans le dép. de la Gironde, région Aquitaine) par les troupes de Louis d'Orléans. Le siège débuta en novembre 1406 pour se terminer le 14 janvier 1407, car Louis d'Orléans dut se retirer. (Bourg-sur-Gironde, était occupée par les anglo-gascons)
- Début 1406 - novembre 1407 : Siège de Lourdes (Auj., dans le dép. des Hautes-Pyrénées, région Midi-Pyrénées) par les Français menés par le duc d'Orléans et des troupes du duc de Berry. La ville finit par capituler après un an et demi d'un long et pénible siège. (Lourdes était occupée précédemment par les anglo-gascons.)

#### Guerre civile entre Armagnacs et Bourguignons
- 1410 : Siège de Cherbourg (Auj., Cherbourg-Octeville, dép. de la Manche, en Basse-Normandie) par les Anglais. Jean d'Angennes, commandant de la place assiégée, livra la ville après avoir soutenu un long et pénible siège.
- 1411 : Siège de Laon par le duc de Bourgogne. La ville fut prise après quelques jours.
- 1411 : Siège du château de Sully (Auj., Sully-sur-Loire, dép. du Loiret) par le duc Arthur de Richemont du parti des Armagnacs.
- Septembre 1411 : Siège de la ville de Montdidier (Auj., dans le dép. de la Somme, région Picardie) par Jean-Sans-Peur duc de Bourgogne avec son armée composée de flamands, artésiens et bourguignons.
- 1411 : Siège de Ham en Vermandois (Auj., Ham, dans le dép. de la Somme, région Picardie.) La cité était défendue, en son sein, par une garnison de 500 armagnacs commandée par le connétable Bernard d’Albret aux ordres de Charles VI de France. En 1411, le duc de Bourgogne Jean-Sans-Peur vint y assiéger la place qui finira par se rendre. La ville sera pillée et mise en ruines par les bourguignons.
- Décembre 1411 : Siège du château et de la ville d'Étampes (Auj., dans le dép. de l'Essonne, région Île-de-France) par le duc de Bourgogne. Louis de Bosredon (ou, Bois Bourdon, ou encore, Loys de Bourbon) pris, est échangé.
- août 1411 : Siège de la forteresse de Rougemont (Auj., dans le dép. de la Côte-d’Or, en Bourgogne) par le duc de Lorraine et les bourguignons, sur les Armagnacs : le duc de Lorraine, Charles II le Hardi, était très lié à Philippe le Hardi duc de Bourgogne. Le siège de Rougemont est un des épisodes des luttes que se livrèrent armagnacs et bourguignons. Au XVe siècle, la cité faisait partie du Tonnerrois, fidèle au comte de Tonnerre, lui-même fidèle au roi de France. Mais le comte de Tonnerre était aussi vassal du duc de Bourgogne et lui causait beaucoup de soucis. Le duc de Lorraine par les efforts engagés avec le comte de Nevers, après un siège, s’empara en 1411, de la forteresse, fidèle aux armagnacs. Cette prise conclura la longue opposition entre le comte de Tonnerre et le duc de Bourgogne[37].
- Mai 1412 : Siège de la ville et du château de Bellême (Auj., dans le dép. de l’Orne, Basse-Normandie) par les troupes fort nombreuses de partisans du duc de Bourgogne Jean-Sans-Peur (qui se disait régent du royaume de France), et menées par Louis roi de Sicile et de Naples duc d’Anjou et comte de Provence et du Maine, le connétable d’Albret et le maréchal de Longwy. À cette époque, Bellême faisait partie des domaines du comte Jean Ier du Perche duc d’Alençon. Les assiégés de la ville se virent cernés de toutes parts et sans espoirs de secours, se rendirent à la condition que la place demeurerait au pouvoir du roi de France. Ce que les assiégeants acceptèrent, mais une fois à l’intérieur de la ville, ils ne tinrent pas leur parole.
- 11 juin 1412 : Siège de Bourges en Berry (Auj., dans le dép. du Cher) par l'armée de Charles VI de France. Ce siège fit 8 000 morts.
- 10 juillet 1412 : Siège de Dreux (En région Orléanaise près de Tours)(Auj., dans le dép. d'Eure-et-Loir, région centre val de Loire) par le duc de Loigny pour Charles VI. Quatre jours plus tard, la ville fut prise et livrée au pillage.
- 1412 : Siège et prise de Château-Chinon (Auj., dans le dép. de la Nièvre, Bourgogne) par les Armagnacs qui détiendront la place plus d'un mois (Château-Chinon appartenant à la duchesse de Bourgogne.) En réaction immédiate, Jean-Sans-Peur duc de Bourgogne viendra assiéger à son tour le château et le récupéra par la force vers la fin de juillet 1412 (ou au début d'août 1412.)
- 1412 : Siège et blocus de la ville et du château de Domfront (Auj., dans le dép. de l'Orne, région Basse-Normandie) par le duc de Bourgogne et ses troupes.
- 1413 : Siège devant le château de Soubise (Bas-Poitou. Auj., dans le dép. de la Charente-Maritime, région Poitou-Charentes) par le prince de Clermont du côté français. Le château était occupé par les Anglais.
- 1414 : Siège d’Arras (Auj., dans le dép. du Pas-de-Calais) par les troupes du Charles VI roi de France. Le siège débuta en date du 28 août 1414.
- 1414 : Siège de Bapaume (Auj., dans le dép. du Pas-de-Calais) par le roi de France Charles VI et les Armagnacs : ceux-ci forcèrent, après quelques assauts, la ville à se rendre (Le roi se trouvait à Bapaume en juillet 1414.)
- 1414 : Siège de Tonnerre (Auj., dans le dép. de l'Yonne, Bourgogne) par le duc de Bourgogne, irrité par le comte de Tonnerre qui s'était déclaré en faveur du duc d'Orléans. La ville haute sera prise et détruite de fond en comble par l'ordre du duc. La région du Tonnerrois sera également ravagée par les troupes bourguignonnes.
- 1414 : Siège de Compiègne (Auj., dans le dép. de l'Oise, région Picardie) par le roi Charles VI. La ville se rendit le 7 mai 1414.
- 1414 : Siège et reprise de la ville de Laon (Aisne, région Picardie) aux anglais, par les troupes royales de Charles VI.
- Mai 1414 : Siège de Soissons (Aisne, région Picardie) par Charles VI de France.
- 1414 : Siège et blocus de La Mothe-de-Bar-sur-Aube (Auj., Bar-sur-Aube, dans le dép. de l'Aube, région Champagne-Ardenne) par le bailli de Chaumont. Claude de Beauvoir de Chastellux, bourguignon, fit lever le siège mené par le dit bailli.
- 1414 : Siège de Paris par Henry V d'Angleterre et son allié Jean-Sans-Peur duc de Bourgogne qui font partir Charles VI de la ville.
- 18 août-22 septembre 1415 : Siège d'Harfleur (Auj., dans le dép. de la Seine-Maritime, en Haute-Normandie) par Henry V d'Angleterre avec 6 000 hommes d'armes et 24 000 archers. La ville se rendit.
- 1415 : Siège de la place forte de Parthenay (Auj., dans le dép. des Deux-Sèvres, région Poitou-Charente) par le connétable comte de Richemont (Arthur de Bretagne) aux ordres du roi de France Charles VI et ce, avec 138 hommes d'armes.
- 1417 : Siège de la citadelle d’Exmes (Auj., dans le dép. de l’Orne, en Basse-Normandie) par les troupes du roi Henry V d’Angleterre. La place était défendue par Jean baron de Courcy. Malgré une âpre résistance, le baron se vit contraint de capituler. Le roi Henry V investira la ville avec ses troupes et y laissera une garnison.
- 1417 : Siège du château de Ballon (Auj., commune de Ballon, dans le dép. de la Sarthe, région Pays de la Loire) par les Anglais qui en reprirent la possession. Mais le château fut aussitôt repris par les troupes de Charles VII.
- 1417 : Siège du château d'Auvillars (Auj., dans le dép. du Calvados, en Basse-Normandie) par l'armée d'Henry V roi d'Angleterre. La place capitula le 9 août et se rendit à Henry V le 14 août 1417.
- 1417 : Siège et prise de Caen (Auj., Caen dans le dép. du Calvados, région Basse-Normandie) par les troupes armées du roi Henry V d’Angleterre. Le château, défendu par un Français, le sire de Montenay, se rendra le 21 septembre 1417 aux anglais. La ville, malgré une résistance héroïque, sera prise et mise à sac. La ville est occupée par les Anglais jusqu'en 1450.
- 1417 : Siège et prise de Bayeux (Auj., dans le dép. du Calvados, région Basse-Normandie) par les troupes du roi Henry V d'Angleterre et du duc anglais Glocester (ou, Gloucester.) Le siège débuta le 5 ou le 6 septembre 1417. Les assiégés de la ville, apprenant que le château de Caen avait été pris, capitulèrent en date du 19 septembre 1417.
- 1417 : Siège du château de Bonneville (Auj., Bonneville-sur-Touques, dans le dép. du Calvados, en Basse-Normandie) par l’armée du roi Henry V d’Angleterre. Après 7 jours de siège, le château remit les clefs au dit roi.
- 1417 : Siège d'Alençon (Auj., dans le dép. de l'Orne, en Basse-Normandie) par les troupes d'Henry V d'Angleterre. La ville capitula le 18 octobre et rendit les armes le 22 ou le 23 octobre 1417.
- 1417 : Siège du Château-Gaillard des Andelys (Auj., commune des Andelys, dans le dép. de l’Eure, en Haute-Normandie) l’armée d’Henry V d’Angleterre qui en prend la possession après 16 mois d’assauts.
- 1417 : Siège de Corbeil (Auj., dans le dép. de la Marne, en Champagne-Ardenne) par Jean-Sans-Peur duc de Bourgogne. Le siège sera cependant levé le 1er novembre 1417.
- 1417 : Siège de Pontoise (Auj., dans le dép. du Val-d’Oise, région Île-de-France) par les troupes du duc de Bourgogne, Jean-Sans-Peur.
- octobre 1417 : Siège de Paris par les troupes bourguignonnes du duc Jean-Sans-Peur.
- 1417 : Siège de la ville et du château de Bellême (Auj., dans le dép. de l’Orne, Basse-Normandie.) En octobre 1417, le roi Henry V d’Angleterre assiégea la place. La ville était dépourvue de munitions et de moyens de défense : les assiégés après discussions, ne jugèrent pas à propos d’opposer une résistance inutile. Les Anglais entrèrent ainsi et, se rendirent maîtres des lieux. Le roi anglais confia au comte Warwick la place : celui-ci ordonna de raser les fortifications du vieux château St-Savin, mais aussi de restaurer les murailles et les tours du nouveau château. Cependant, le comte fit piller et saccager les maisons des habitants fidèles à la cause du roi de France et les exila de la ville. Bellême restera anglaise d’octobre 1417 à décembre 1449.
- 1417 : Siège et prise d'Argentan (Auj., dans le dép. de l'Orne, en Basse-Normandie) par l'armée du roi Henry V d'Angleterre. La place capitule le 5 octobre et se rend le 9 octobre 1417.
- 1417 - 1418 : Siège de la cité et du château de Falaise dit château Guillaume-le-Conquérant (Auj., dans le dép. du Calvados, en Basse-Normandie) par l'armée du roi Henry V d'Angleterre. La cité capitula le 20 décembre et se rendit le 2 janvier 1417. Le château capitula le 1er février et se rendit finalement, le 16 février 1418 (après 5 mois de siège.)
- 1418 : Siège de Vire (Auj., dans le dép. du Calvados, en Basse-Normandie) par le duc de Glocester (ou, Gloucester) lieutenant du roi Henry V d'Angleterre. La cité se rendra le 21 février 1418.
- 1418 : Siège de St.-Lô (Auj., dans le dép. de la Manche, en Basse-Normandie) par le duc de Glocester (ou, Gloucester) lieutenant du roi Henry V d'Angleterre. La cité se rendra le 12 mars 1418.
- 1418 : Siège de Carentan (anciennement, Karentan. Auj., dans le dép. de la Manche, en Basse-Normandie) par le duc de Glocester (ou, Gloucester), lieutenant du roi Henry V d'Angleterre. La cité se rendra le 16 mars 1418.
- 1418 : Siège de Coutances (Auj., dans le dép. de la Manche, en Basse-Normandie) par le comte de Huntingdon lieutenant du roi Henry V d'Angleterre. La cité se rendra le 16 mars 1418.
- 1418 : Siège de St.-Sauveur-le-Vicomte (Auj., dans le dép. de la Manche, en Basse-Normandie) par le duc de Glocester (ou, Gloucester), lieutenant du roi Henry V d'Angleterre. La place se rendra le 25 mars 1418.
- 1418 : Siège du château de Valognes (anciennement, Valloignes en Cotentin. Auj., dans le dép. de la Manche, en Basse-Normandie) par le duc de Glocester (ou, Gloucester), lieutenant du roi Henry V d'Angleterre. La cité se rendra entre le 25 et le 30 mars 1418.
- 1418 : Siège d'Evreux (Auj., dans le dép. de l'Eure, région Haute-Normandie) par le duc d'Exeter lieutenant du roi Henry V d'Angleterre. La ville sera prise par le corps de troupe du duc.
- 1418 : Siège d'Ivry (Auj., Ivry-la-Bataille, dans le dép. de l'Eure, en Haute-Normandie) par le duc Glocester (ou, Gloucester), lieutenant du roi Henry V d'Angleterre, qui prit la place le 10 mai 1418[38].
- 1418 : Siège de la forteresse de l'abbaye du Bec ou, du Bec-Hellouin (Auj., sur la commune de Le Bec-Hellouin, dans le dép. de l'Eure, Haute-Normandie) par l'impétueux duc de Clarence et ses troupes anglaises. La place capitula le 4 mai 1418.
- 1418 : Siège de Domfront (Auj., dans le dép. de l'Orne, en Basse-Normandie) par le comte Warwick lieutenant du roi Henry V d'Angleterre. La place, après un siège de trois mois, capitula le 14 juillet et se rendit le 22 juillet 1418.
- 1418 : Siège et prise de Louvier (Auj., dans le dép. de l'Eure, en Haute-Normandie), par le roi Henry V d'Angleterre en personne et son armée. Le roi reçut à merci (demande de grâce) la capitulation de la ville en date du 23 juin 1418, malgré une résistance ardue des assiégés[39].
- 1418 : siège du Pont-de-l'Arche (Auj., dans le dép. de l'Eure, Haute-Normandie) par les troupes du roi Henry V d'Angleterre. La cité fut assiégée le 27 juin, capitula le 5 juillet et se rendit le 20 juillet 1418.
- 1418 : siège d'Avranches (Auj., dans le dép. de la Manche, en Basse-Normandie) par le comte de Huntingdon lieutenant du roi Henry V d'Angleterre. La cité se rendra le 14 août 1418.
- 1418 : Siège de Cherbourg (Auj., Cherbourg-Octeville, dép. de la Manche, en Basse-Normandie) par le duc de Glocester (ou, Gloucester), lieutenant du roi Henry V d'Angleterre. La ville, assiégée à partir du 1er avril 1418, capitula le 22 août et ne se rendit que le 29 septembre 1418 (six semaines de siège.)
- 1418 : siège d'Honfleur (écrit dans le texte Hannefleu. Auj., dans le dép. du Calvados, en Basse-Normandie) par le comte anglais de Salisbury assiégeant les Français dans la cité. Le siège dura 36 jours : du 4 février au 12 mars 1418.
- 1418 : siège du château de Coucy (Aisne, région Picardie) par les troupes du duc de Bourgogne Jean-Sans-Peur. Les assiégés, de leur côté, choisirent un vaillant capitaine de Charles VII et fidèle au duc d'Orléans, pour la défense du château : Étienne de Vignolles dit La Hire (compagnon d'armes de Jeanne d'Arc) accompagné de son habituel compagnon d'armes Poton de Xaintrailles. Ces derniers, n'ayant que 50 archers et des gens d'armes, réussirent à faire lever le siège mis en place par les bourguignons.
- Mai 1418 : siège de la Ferté-sous-Jouarre (Auj., dans le dép. de Seine-et-Marne, en Île-de-France) par les Armagnacs, contre les anglo-bourguignons occupant la place.
- 1418 : Siège de Rouen (Auj., dans le dép. de la Seine-Maritime, région Haute-Normandie) par l’armée d’Henry V d’Angleterre. Le siège débuta le 7 juin 1418 (ou, selon une autre source : le 24 juillet 1418) et se termina par la capitulation de la ville en date du 19 janvier 1419.
- 1418 : Siège de Senlis (Auj., dans le dép. de l’Oise, région Picardie) par les troupes des armagnacs et Charles VI de France. Il s'agit d'un épisode des luttes entre armagnacs et bourguignons. Profitant que le duc de Bourgogne se trouvait en Champagne, le connétable de France (un armagnac) amena le roi Charles VI devant Senlis et y forma le siège à partir de février 1418. Senlis était aux mains des bourguignons et le connétable désirait récupérer des villes autour de Paris pour le comte des armagnacs. Le connétable fut surpris de voir les assiégés résister bravement : ceux-ci attendaient en effet, des troupes bourguignonnes, composées d'artésiens et de picards, venant les secourir. Le 19 avril, les secours arrivèrent et le connétable n'eut d'autre choix que d'abandonner le siège et se retirer sur Paris et en dernier dépit il fit exécuter 4 otages bourguignons. Mal lui en prit,.. les bourguignons, en représailles, firent exécuter 46 otages armagnacs.
- Septembre à novembre 1418 : Siège du château de Sully (Auj., Sully-sur-Loire, dans le dép. du Loiret, région Centre), par les troupes du Dauphin de France. Précédemment, l'évêque Gouge de Charpaignes, conseiller et chancelier du Dauphin, de passage vers Orléans, fut arrêté par Georges de la Trémoïlle seigneur de Sully. Le Dauphin vint avec ses troupes faire le siège du château de Sully pour récupérer son prélat. Le seigneur de Sully finira par capituler, rendit le prisonnier et se déclara en faveur des armagnacs : ce qui ne l'empêchait pas d'entretenir des relations avec la Bourgogne dont il était vassal. Cependant, avec les années il se rapprocha du roi de France tout en se ménageant Philippe le Bon duc de Bourgogne[40].
- 1418 : Siège de Tours (Auj., dans le dép. d'Indre-et-Loire, en région Centre.) En avril 1417, le fils de Charles VI, le Dauphin (le futur roi Charles VII) prit le titre de « Dauphin du Viennois » (les anglo-bourguignons essayaient de l’évincer du trône de France) et, exila sa mère, Isabelle de Bavière, avec l’aide des armagnacs, à Tours. Le 26 novembre 1418, avec ses capitaines et gouverneurs, il se mit à assiéger à forte puissance la ville de Tours (la ville était à cette époque, une possession tenue par les anglo-bourguignons.) La garnison à l’intérieur de la ville finit par se rendre au Dauphin en date du 20 décembre 1418, et ce, au soulagement de la population de la ville qui avait à se plaindre du duc de Bourgogne depuis l’année 1417.
- 1419 : Siège de la citadelle de Parthenay (Auj., dans le dép. des Deux-Sèvres, région Poitou-Charentes) sur ordre du roi Charles VI par l’armée du Dauphin menée par le comte de Vertus. En mars 1419, le siège débuta : il sera long. La place fut cependant ramenée à l’obéissance du roi Charles après 4 mois de siège : siège qui fut levé à la suite d'un traité. En vertu de celui-ci, l’armée royale levait le siège de Parthenay et le duc de Bourgogne avait la garde de la ville qui devait être rendue au roi après le décès de Jean L’Archevêque seigneur de Parthenay (celui-ci étant plutôt partisan du duc de Bourgogne.)
- 1419 - 1420 : Siège de Roye en Vermandois (Auj., dans le dép. de la Somme, en région Picardie.) Précédemment, les troupes (françaises) du Dauphin avaient pris Roye le 10 décembre 1419 : la place étant une des 3 villes picardes que les bourguignons s’étaient fait remettre par Charles VI, l’année antérieure. En décembre 1419, le duc fit mander des chevaliers d'Artois, du Ponthieu et de Flandre pour faire le siège de Roye avec leurs gens d'armes. Au mois d’avril 1420, Jean comte de Luxembourg et ses troupes bourguignonnes mirent le siège devant Roye, mais la ville résista.. Devant cette résistance, le duc de Bourgogne pressa le roi Henry V d’Angleterre à conclure une alliance anglo-bourguignonne : le duc espérait ainsi avoir des troupes supplémentaires menées par le capitaine anglais de Huntingdon qui en reçut effectivement, et ce, avec l’autorisation du roi anglais. La place fut finalement prise plus tard par les troupes du duc.
- 1419 – 1420 : Réconciliation avortée et siège de Montereau (Auj., Montereau-Faut-Yonne, dans le dép. de Seine-et-Marne, en Île-de-France.) En 1419, des pourparlers furent engagés entre les factions « armaniac » et « bourguignon », en vue de mettre fin aux rivalités qui causaient trop de morts et qui laissaient la France exsangue, ruinée et dans l’incapacité d’être gouvernée (pas de stabilité politique, peu de développement économique.) Le 10 septembre 1419, Charles VI et le Dauphin (futur Charles VII) d’un côté et, Jean-Sans-Peur duc de Bourgogne de l’autre côté se rencontrèrent sur le pont de Montereau : les deux parties étant accompagnées chacune d’une escorte de 10 hommes. Jean-Sans-Peur en qualité de vassal du roi et du Dauphin s’agenouilla en signe de soumission et de respect : en se relevant, il s’appuya sur le pommeau de son épée… Mal lui en prit,.. de ce geste inconscient, qui fut interprété hâtivement par Tanneguy du Chastel, conseiller et capitaine du Dauphin, comme une menace à la vie du roi et du Dauphin. Le dit du Chastel, saisissant ce prétexte, prit une hache et porta divers coups à Jean-Sans-Peur… Ce fut la curée ! Les armagnacs et les bourguignons s’entretuèrent à nouveau, tant les rancœurs étaient encore trop tenaces (les historiens parlent de « réconciliation avortée » entre armagnacs (royalistes) et bourguignons, lors de cette rencontre.) Plus tard en 1420, le fils de Jean-Sans-Peur, le nouveau duc de Bourgogne Philippe le Bon, décida de venger l’assassinat de son père. Il persuada le roi Henry V d’Angleterre d’entreprendre le siège de Montereau (la ville était aux mains des armagnacs, fidèles au Dauphin, à cette époque), avec des troupes conjointes anglo-bourguignonnes. Le siège fut décidé et entrepris au début de juin 1420. Du côté des armagnacs assiégés, la place était défendue et sous le commandement du sire de Guitry, gouverneur au nom du Dauphin. Après divers assauts de la place, le jour de la St.-Jean (24 juin), quelques anglo-bourguignons réussirent à pénétrer dans la ville. La garnison du sire de Guitry se retira aussitôt dans le château de Montereau. Philippe le Bon, duc de Bourgogne, en profita entre-temps, pour aller se recueillir sur le caveau de son père dans l’église de la ville, pendant que le roi anglais Henry V sommait le commandant et gouverneur armagnac du château, à se rendre, menaçant de faire exécuter des otages de la ville s’il ne se rendait avec sa garnison : des otages seront effectivement exécutés… Après cet incident, 8 jours passés et le siège du château étant entrepris par les anglo-bourguignons, le sire de Guitry sachant qu’il n’obtiendrait nuls secours, exigea d’avoir la vie sauve ainsi que celles de sa garnison s’ils se rendaient. Le 1er juillet 1420, la reddition du château fut effective, mais les assiégés durent payer pour avoir la vie sauve. Henry V s’emparait alors de la place. La ville de Montereau restera 8 mois aux mains de la coalition anglo-bourguignonne.
- 1420 : Siège de la forteresse de Lamballe (Auj., dans le dép. des Côtes-d’Armor, en Bretagne.) par les seigneurs bretons qui s’étaient ligués pour délivrer le duc Jean V de Montfort duc de Bretagne retenu prisonnier un certain temps dans la forteresse de Lamballe par les Penthièvre (la famille de Blois-Clisson comte de Penthièvre et la famille de Montfort duc de Bretagne revendiquaient toutes les deux la couronne ducale de Bretagne.) Précédemment, ce Jean V fut attiré le 27 février 1420 à Clisson, dans un guet-apens mit au point par Marguerite de Clisson dame de Châteauceaux et fille du connétable Olivier V de Clisson. La guerre et les sièges des forteresses des Penthièvre (dont celle de Lamballe) débutèrent à cette époque. Jean V sera libéré le 5 juillet 1420, après avoir été déplacé dans divers châteaux.
- 1420 : Siège de la forteresse de Châteauceaux (Auj., Champtoceaux, dans le dép. de Maine-et-Loire) par les troupes fidèles au duc de Bretagne (Jean V de Montfort duc de Bretagne.) Le siège se déroula du 8 au 10 mai 1420. Précédemment, ce Jean V fut attiré le 27 février 1420 à Clisson, dans un guet-apens mit au point par Marguerite de Clisson dame de Châteauceaux, fille du connétable Olivier V de Clisson qui le retint prisonnier dans le donjon de son château quelque temps. (la famille de Blois-Clisson comte de Penthièvre et la famille de Montfort duc de Bretagne revendiquaient toutes les deux la couronne ducale de Bretagne.) Jean V sera libéré le 5 juillet 1420, après avoir été déplacé dans divers châteaux. Il ordonna, que la forteresse de Châteauceaux, soit arasée jusqu’à ses fondations. Ce qui sera, en partie, effectivement fait plus tard.
- 1420 : Siège de la ville et du château de Guingamp (Auj., dans le dép. des Côtes-d’Armor, en Bretagne) par Alain de Rohan comte de Porhouët et son cousin Louis de Rohan-Géméné : ces derniers avec leurs troupes armées fidèles au duc de Bretagne Jean V, obtinrent la place qui avait vaillamment résisté, après un siège assez long, par une reddition des assiégés en date du 5 mars 1420. Les bourgeois ouvrirent les portes de la ville et il leur fut consenti la liberté de leur personne. Il s'agit d'un siège consécutif aux guerres de succession de Bretagne.
- 1420 : Siège de Crépy (anciennement, Crépy-en-Laonnais. Auj., dans le dép. de l'Aisne, en Picardie) par Philippe le Bon duc de Bourgogne et ses troupes, secondées par des troupes anglaises (le siège : en janvier-février.) La place était défendue par les capitaines Poton de Xantrailles et La Hire (armagnacs, et compagnons de Jeanne d'Arc.) : ceux-ci furent obligés de se rendre devant la puissance des assiégeants menés par les capitaines : le comte Jean de Luxembourg, les maréchaux de l'Isle-Adam et Claude de Beauvoir de Chastellux, le Grand panetier de France Robert de Mailly, Guy de Bar, bailli d'Auxois (dit, le Veau de Bar), Antoine seigneur de Croÿ, Philippe de Fosseux et son frère Jean, Raoul d'Ailly vidame d'Amiens, le bâtard d'Harcourt, Hector et Philippe de Saveuse, le seigneur d'Humières, le seigneur d'Humbercourt, Messire Mauroy de St.-Léger, le seigneur de Steenhuyse (souverain bailli de Flandre), le seigneur de Commines, le seigneur d'Halluin, et le seigneur de Longueval[41].
- 1420 : Sièges de la forteresse d’Aillebaudières (ou, Alibaudières. Auj., Allibaudières, en canton d’Arcis-sur-Aube, dans le dép. de l’Aube, en Champagne-Ardenne.) En 1420, la forteresse était détenue par les troupes du Dauphin. Jean de Luxembourg et des troupes bourguignonnes (500 combattants) ainsi que des troupes anglaises entamèrent le siège de la place 10 jours avant Pâques 1420. Les bourguignons reprochant aux dauphinois (fidèles au Dauphin, le futur Charles VII) le fait qu’ils endommageaient beaucoup la Champagne par leurs présences. Lors de ce siège, les assiégés firent plusieurs sorties contre leurs assiégeants. Après quelque temps, Jean de Luxembourg fut appelé à Troyes... Plus tard, les assiégeants revinrent pour un nouveau siège sous le commandement de capitaines tels Jean de Luxembourg, le maréchal de France de l’Isle-Adam, le Vidame d’Amiens, et Anthoine seigneur de Croÿ. Les assiégés, qui avaient eu le temps de fortifier et réparer à nouveau la place, pendant l’absence de Jean de Luxembourg, s’apprêtèrent à résister une seconde fois. Plusieurs assauts violents furent lancés par les bourguignons et, Jean de Luxembourg fut grièvement touché à un œil. Le commandement des assauts fut repris par le frère de Jean, le comte de Conversen. Au fil des jours, par les bombardements, les tours furent arasées de moitié par les assiégeants. Des pourparlers de reddition furent soumis mais n’aboutirent pas. Un assaut qui dura 5 heures fatiguèrent les combattants. Le lendemain, les assiégés décidèrent de se rendre à la condition d’avoir la vie sauve : après des palabres, ils s’en allèrent vers Moyniers. Les bourguignons pénétrèrent alors dans la place, arasèrent la forteresse et pillèrent celle-ci.
- 1420 : Siège de Melun (auj. en Seine-et-Marne, région Île-de-France) par Henri V d'Angleterre et ses troupes avec celles de Roger de Bavière, beau-frère d’Henry V. La ville, qui restait fidèle au Dauphin, détenait une importante garnison assurant sa défense et était sous les ordres de Barbazan et du sieur de la Borde. Cependant, après avoir réussi à parer à moult assauts, et devant l’importance des forces anglo-bourguignonnes assiégeantes, la ville et sa garnison finirent par se rendre. Barbazan fut fait prisonnier.
- 1420 : Siège de Sens (Auj., dans le dép. de l'Yonne, en Bourgogne.) La ville était fidèle au Dauphin (futur roi Charles VII.) Henry V d’Angleterre avec ses troupes anglo-bourguignonnes décida d’assiéger la ville pour la mettre au pas. La défense de la ville était sous le commandement du sire de Guitry et de ses gens d’armes qui résistèrent à plusieurs assauts. Devant l’importance des forces assiégeantes, le sire de Guitry se mit à l’évidence qu’il fallait capituler pour éviter le sac de la ville : ce qu’il fit et partit avec ses gens d’armes. Les habitants de la ville se soumirent à Henry V.
- 1421 : Siège d’Aigues-Mortes (Auj., dans le dép. du Gard, en Languedoc-Roussillon) Au mois de janvier 1421, le siège de la cité débuta sous le commandement du sénéchal de Beaucaire avec ses troupes françaises : ce dernier fut maître de la place au mois d’août de la même année. La garnison bourguignonne prisonnière dans la ville était sous le commandement de Louis Malepue et ses officiers : ils furent traités d’ennemis de l’État et eurent la tête tranchée. Il fut même prétendu, que les habitants de la ville libérée, coupèrent la gorge à tous les soldats de l'ancienne garnison, qu’ils jetèrent les corps dans un fossé avec quantité de sel pour éviter la corruption et que de là est venu l’expression « bourguignon salé »[42].
- 1421 : Siège de Béziers (Auj., dans le dép. de l’Hérault, en région Languedoc-Roussillon) Le comte de Clermont se baladait avec des troupes françaises dans la région et arriva à Béziers. Les habitants acceptèrent qu’il entre dans la ville accompagné seulement de 40 hommes d’armes de sa suite. Le comte n’accepta pas les exigences de la ville : il voulait pénétrer avec toute sa troupe au complet. Il mit donc le siège devant Béziers à partir du 8 juin 1421 et força la ville en date du 16 août 1421 à capituler à des conditions humiliantes pour les habitants. Entre-temps, le Dauphin était devenu roi sous le nom de Charles VII, et le comte lui remit en 1423, la région du Languedoc-Roussillon.
- 1421 : Siège et blocus de la forteresse de Mont-Aiguillon en Champagne (Auj., Montaiguillon, sur la commune de Louan-Villegruis-Fontaine, dans le dép. de Seine-et-Marne, en Île-de-France) par le maréchal Claude de Beauvoir de Chastellux, bourguignon, et ses troupes bourguignonnes. La forteresse capitula et le maréchal obtint la reddition des assiégés[43].
- août 1421 : Siège de St.-Riquier (Auj., dans le dép. de la Somme, région Picardie) par le duc Philippe le Bon et ses troupes bourguignonnes. Était présent au siège également, Jean de Luxembourg. Le duc Philippe fera levé plus tard le siège.
- 1421 : Siège de Meaux (Auj., dans le dép. de Seine-et-Marne, en Île-de-France) par Henry V d’Angleterre et ses troupes se composant de 24 000 soldats. Le siège débuta le 6 octobre 1421[44] et se termina le 10 mai 1422.
- 1421 : Siège d'Alençon (Auj., dans le dép. de l'Orne, en Basse-Normandie), par l'armée du Dauphin de France qui amena avec elle des bombardes. Le comte anglais Salisbury vint aussitôt avec une armée de secours aux assiégés (Alençon étant anglaise à cette époque) et fit lever le siège aux dauphinois (armée française) qui se retirèrent vers l'Anjou.
- 1421 : Siège de Chartres (Auj., dans le dép. d'Eure-et-Loir, région Centre.) La ville de Chartres était fidèle aux anglo-bourguignons et était défendue par une garnison aux ordres du bâtard de Thien et autres capitaines. En 1421, le Dauphin (le futur roi Charles VII) et ses troupes décidèrent d’assiéger la ville de tous les côtés et très puissamment, avec ses 6 à 7 milles harnais de jambes, 4 000 arbalétriers et 6 000 archers. Le siège dura 3 semaines : le Dauphin lèvera celui-ci en apprenant que le roi Henry V d’Angleterre était en chemin avec une armée de secours aux assiégés.
- 1421 : Siège de Dreux (Auj., dans le dép. d'Eure-et-Loir, région Centre) par les troupes anglo-bourguignonnes du roi Henry V d’Angleterre. Après avoir pu éviter de justesse la prise de Chartres par les troupes du Dauphin, le roi Henry V d’Angleterre entama le siège de Dreux, le 18 juillet 1421. Les habitants capitulèrent le 20 août 1421 : les anglo-bourguignons investirent les lieux, ce qui n’empêcha pas de nombreux habitants de la ville jusqu’en 1422, à s’obstiner à ne pas vouloir accepter la présence des Anglais. Certains payèrent même de leur vie leur dévouement au Dauphin (le futur Charles VII de France.)
- 4 décembre 1421 : Siège du château de Ballon (Auj., commune de Ballon, dans le dép. de la Sarthe, région Pays de la Loire) par le duc d'Alençon avec d'Harcourt duc d'Aumale et le maréchal de la Fayette et leurs troupes françaises. Le siège débuta le 4 décembre et, 10 jours plus tard, le 14 décembre 1421, la place capitula.
- Juin 1422 : Siège du château de St.-Dizier (Auj., dans le dép. de la Haute-Marne, en Champagne-Ardenne) par Antoine de Vergy, bourguignon. Le 27 juin 1422, La Hire (compagnon d'armes de Jeanne d'Arc) se fit battre par le précité Antoine, en tentant de forcer le siège mené par le dit Antoine.
- 1422 : Siège de la ville et du château de Segré (anciennement, ceux-ci faisaient partie de la seigneurie de Craon. Auj., dans le dép. de Maine-et-Loire, région Pays de la Loire.) La place avait été assiégée et enlevée par les Anglais : ils mirent celle-ci à contribution et retinrent ses principaux habitants comme otages. Ils firent aussi sur les troupeaux et le bétail de toute la région une véritable et complète razzia. Les troupes anglaises commandées par Jean de la Pouille (ou, de la Pool) après leurs méfaits, furent rattrapées dans le Maine par le français Jean comte d’Aumale et ses troupes et le dit Jean de la Pouille fut fait prisonnier. Les otages furent libérés et les butins ramassés par les Anglais furent rendus à Segré (la ville avait été auparavant en partie détruite par les Anglais.)

### Règne de Charles VII (21 octobre 1422 - fin de la guerre de Cent Ans: 19 octobre 1453)
- 1422 : Siège de La Charité (Auj., La Charité-sur-Loire, dans le dép. de la Nièvre, en Bourgogne.) Précédemment, La Charité fut occupée en 1419 par les troupes anglo-bourguignonnes et Perrinet Grasset (ou, Gressart), fortuné capitaine et panetier du duc de Bourgogne commandait la place en opprimant les habitants. Les armagnacs, au nom du Dauphin (Charles VII), menés par celui-ci, quittèrent Sancerre avec 20 000 combattants. L’armée dauphinoise composée de combattants armagnacs, arriva devant La Charité et assiégea la ville… qui fut finalement délivrée des anglo-bourguignons en date du 27 juin 1422 et investie par les armagnacs. Puis les dauphinois partirent assiéger la ville de Cosne, mais ce fut un échec, car les assiégés reçurent de puissants renforts de secours anglo-bourguignons. Profitant, de cet échec du siège de Cosne, l’ancien commandant bourguignon Perrinet Gressart reprit possession en 1424 de la ville de La Charité au nez et à la barbe des dauphinois et il la tiendra longtemps.
- 1422 : Siège de Cosne (Auj., Cosne-Cours-sur-Loire, dans le dép. de la Nièvre, en Bourgogne) par les dauphinois (armée du futur Charles VII) sous le commandement de Guillaume II, vicomte de Narbonne et du prévôt de Paris (Tanneguy du Chastel), qui espérèrent ainsi nettoyer ce repaire d’anglais. Le siège se déroula de juin à juillet 1422 : il dut être levé car les assiégés avaient eu le temps de prévenir les Anglais, en retenant des habitants en otage et signalant aux assiégeants que la ville se rendrait le 12 août 1422. Une armée de secours anglo-bourguignonne fut assemblée par le duc anglais Bedford et le duc de Bourgogne Philippe le Bon pour faire lever ce siège : ce qui se passa effectivement, car les troupes françaises assiégeantes n’étaient pas assez nombreuses en hommes d’armes pour résister à ce contingent de secours anglo-bourguignon.
- 1423 : Siège de l’église fortifiée de Sermaize (anciennement, Sermaises. Auj., Sermaize-les-Bains, dans le dép. de la Marne, en Champagne-Ardenne.) Jeanne d’Arc avait quelques parents qui demeuraient à Sermaize. À cette époque, les troupes armées coalisées anglo-bourguignonnes (coalisées contre les armagnacs) étaient une menace non sans importance pour le duché de Bar : celles-ci tentaient régulièrement des incursions et des traversées de la contrée. En avril 1423, le comte Jean de Salm, gouverneur du duché de Bar fit lever une Aide de 615 écus sur le clergé du bailliage de Bar-le-Duc pour subvenir aux frais du siège de Sermaize. Le siège, commencé le 1er avril (*) de la dite année, selon quelques sources, était déjà terminé le 25 avril par la reddition de la place au comte. (Note : (*) Une autre source signale le déroulement de ce siège entre les 18 mars et 9 avril 1423.)
- 1423 : Siège de Sézanne (Auj., dans le dép. de la Marne, région Champagne-Ardenne) par les troupes anglaises du comte Salisbury. La place était défendue du côté français par Guillaume Marin, chef de la garnison. Les Français opposèrent une longue résistance aux assauts répétés des Anglais. Le dit Guillaume fut tué lors du dernier assaut des assiégeants qui firent tomber la place au pouvoir de l’ennemi vers le 24 juin 1423 (1424 nouv. st.)
- 1423 : Siège et bataille de Cravant (Auj., dans le dép. de l'Yonne, Bourgogne.) La défense de la ville était assurée par les anglo-bourguignons sous le commandement de Claude de Beauvoir de Chastellux. Les troupes royalistes françaises avec leurs alliés écossais vinrent y faire le siège. Les anglo-bourguignons réussirent à briser le siège.
- 1423 : Siège du Crotoy (Auj., dans le dép. de la Somme, sur le littoral de la région Picardie) par Raoul le Bouteiller avec 1 000 Anglais. À la mi-octobre 1423, les assiégés, sous le commandement de d'Harcourt, consentirent à livrer la place moyennant certaines conditions. (Une autre source fait mention de pourparlers qui s'éternisèrent jusqu'au mois de mars 1424.)
- 1423 : Siège du fort de Meulan (Auj., dans le dép. des Yvelines, région Île-de-France.) Le fort fut au cours des luttes anglo-françaises plusieurs fois pris et repris tant par l’un et que par l’autre des protagonistes. En 1423, Meulan était occupé par une garnison fidèle à Charles VII. Au mois de février de la même année, les Anglais et des bourguignons (parmi lesquels, Claude de Beauvoir de Chastellux, maréchal de France et bourguignon) assiégèrent la place. Après 5 semaines de siège contre les assiégés, les anglo-bourguignons firent essuyer une défaite complète aux français : le 15 mars 1423, le sieur de Graville, Maître des arbalétriers de France, rendit Meulan au duc anglais Bedford[45].
- 1423 : Siège de la forteresse de Mont-Aiguillon (Auj., Montaiguillon, commune de Louan-Villegruis-Fontaine, dans le dép. de Seine-et-Marne, en Île-de-France.) Par l’ordonnance et le commandement du duc anglais Bedford (qui se disait « Régent de France »), le comte anglais Salisbury (gouverneur du Pays de Champagne et de Brie) assiégea en 1423 (*1) avec ses troupes la dite forteresse. À l’intérieur de celle-ci, les assiégés armagnacs étaient au nombre de 120 combattants sous le commandement de 3 capitaines : le sire de la Bourbe, le sire de Cotigny et un homme d’armes nommé Bourghenon. Le siège dura près de 6 mois et était régulièrement complété par des assauts anglais. Passé ce temps, les assiégés n’étaient plus qu’une trentaine de survivants. Lesquels, en conclusion, furent contraints de manger leurs chevaux pour survivre. Finalement, ils décidèrent de se rendre au comte Salisbury en promettant qu’ils paieraient pour avoir la vie sauve. Salisbury leur rétorqua qu’il exigeait le paiement de 22 000 saluts d’or (*2). Les assiégés, qui n’avaient d’autres choix, acceptèrent et laissèrent 4 otages comme gages, jusqu’au paiement complet de la somme exigée. Lorsque les tractations furent réglées, Salisbury ordonna la démolition de la forteresse[46].
- 1424 : Siège du château d'Ivry (anciennement, Ivry-le-Cauchie ou, Ivry-la-Chaussée. Auj., Ivry-la-Bataille, dans le dép. de l'Eure, en Haute-Normandie) sur l'ordre du duc anglais Bedford et ses troupes menées par le comte anglais Suffolk. Précédemment, le château appartenait à Arthur de Richemont, allié des Anglais, mais il fut pris par un capitaine gascon, Géraud de la Pallière, au service du roi de France. L'anglais Suffolk vint avec ses troupes pour y mettre le siège en date du 15 juin 1424. Le capitaine gascon fut forcer de rendre la place le 5 juillet 1424 et capitula en y mettant une condition : celle, de rendre la place le 15 août 1424. Ce qui lui permettait de demander entretemps des secours au roi. Mais les secours envoyés n'arrivèrent pas à temps et les Anglais investirent la place à la date convenue.
- 1424 : Siège de Guise (Auj., dans le dép. de l’Aisne, région Picardie.) En 1424, les survivants de la résistance aux anglais dont, Jean Poton de Xantrailles et La Hire alias Étienne de Vignolles (compagnon de Jeanne d’Arc) se réfugièrent à Guise en Thiérache. Poton de Xantrailles était en garnison dans la ville. Un jour en 1424, Jean de Luxembourg, s’empara de sa personne dans une embûche et ne le relâcha qu’à la condition qu’il ne rentrerait plus dans la ville, ni ses gens d’armes. Jean de Luxembourg mit alors le siège devant Guise avec 2 000 gens d’armes (dont 300 archers) anglo-bourguignons. Jean de Poissy, commandant de la ville assiégée défendit vaillamment la place jusqu’à la mi-septembre 1424 : il demanda alors la capitulation. En vertu d’un traîté du 18 septembre 1424, on promit de se rendre dans quelques mois si les troupes royales ne les secouraient pas. La place fut en effet remise le 26 février 1425.
- 1424 : Siège de Braine-le-Comte en comté de Hainaut (Auj., en province de Hainaut, en Belgique) par les troupes brabançonnes alliées aux bourguignons. Précédemment, Jacqueline de Bavière, comtesse de Hainaut, de Hollande, de Zélande et Dame de Frise, fille unique du comte de Hainaut, épousa Jean de Touraine, fils du roi de France Charles VI. Elle devint veuve de cet époux. Elle épousa en secondes noces, son cousin germain, Jean IV duc de Brabant qui était le fils du frère de sa mère Marguerite de Bourgogne. Par après, Jacqueline demanda l’annulation de ce mariage. Empressée et, sans avoir encore obtenu l’annulation de son second mariage par le pape, elle épousa en troisièmes noces en 1423, le Duke Humphrey of Gloucester, fils du roi Henry IV d’Angleterre. Humphrey, le nouveau comte de Hainaut fit équiper de garnisons anglaises les principales villes du comté de Hainaut : parmi lesquelles, Braine-le-Comte. Ce qui irrita ses proches voisins, les Français et les brabançons alliés aux bourguignons qui voyaient d’un mauvais œil cette présence militaire anglaise renforcée à leurs frontières et qu’aussi, le duc de Brabant n’étant toujours pas officiellement divorcé, réclamait d’exercer ses droits sur le Hainaut. Le comte Philippe de St.-Pol, en 1424, aux ordres du duc Jean IV de Brabant et de Philippe le Bon duc de Bourgogne, mena des troupes faire le siège de la ville Braine-le-Comte en Hainaut. Les assiégés, malgré une vaillante résistance de quelques jours, ne purent éviter l’envahissement de leur ville par les troupes des deux ducs : la ville fut pillée, brûlée en partie et, mise totalement à sac.
- 1424 : Siège de la ville et du château de Ste-Suzanne (en Maine. Auj., dans le dép. de la Mayenne, région Pays de la Loire) par le comte anglais Salisbury et ses troupes de gens d'armes, qui assiégèrent et bombardèrent la place pendant une dizaine de jours. Les assiégés, qui étaient sous le commandement d'Ambroise de Loré, finirent par se rendre : ceux-ci quittèrent la ville non sans avoir dû régler 2 000 écus d'or pour les frais de siège que réclamait le comte Salisbury.
- 1424 : Siège du château de Mayenne la Juhais (en Bas-Maine. Auj., dans le dép. de la Mayenne, région Pays de la Loire) par le comte anglais Salisbury et ses troupes de gens d'armes, qui assiégèrent et bombardèrent la place. Les assiégés, qui étaient sous le commandement du chevalier Pierre du Porc, finirent par se rendre : ceux-ci quittèrent la ville non sans avoir dû régler 2 000 écus d'or pour les frais de siège que réclamait le comte Salisbury.
- 1424 : Siège de Duras (Auj., dans le dép. de Lot-et-Garonne, Aquitaine) par divers assauts du sénéchal du roi de France en Périgord, Arnaud de Bourdelle. La ville capitula après 5 jours de siège.
- 1424 : Siège de la Ferté-Bernard (Auj., dans le dép. de la Sarthe, en région Pays de la Loire.) La place fortifiée était défendue par un capitaine français du nom de Louis d'Avaugour. Le général anglais Salisbury entreprit d'assiéger La Ferté-Bernard : le siège dura 4 mois. Les canons anglais bombardèrent la ville et c'est en toute dernière extrémité, que le capitaine d'Avaugour capitula.
- 1424 : Siège du château fort de Moymer en Champagne (ou anciennement, Moiemer, Moyemer, Montwimer, Montaymard,.. Auj., Mont Aimé, sur la commune de Bergères-les-Vertus, dans le dép. de la Marne, en région Champagne-Ardenne.) Le château se situait sur une butte de 240 M. d’altitude et, en l’année 1424, était la dernière place forte tenue par les armagnacs en Champagne sous le commandement du capitaine Gilles Marin. Ce château se situait en un lieu stratégique important : il commandait les voies de Reims à Troyes et de Meaux à Châlons. Sur l’ordre du duc anglais Bedford, des troupes anglo-bourguignonnes menées par le comte Salisbury, firent un long siège du château. La place résista, mais finira par se rendre à l’anglais le 24 juin 1424, à la suite d'un intense bombardement d’artillerie des troupes coalisées. Le capitaine de la défense du château, le dit Gilles Marin, fut tué à ce siège. Salisbury, vainqueur, fit détruire le château.
- 1424 : Siège de la forteresse de Cufy sur Loire (Auj., Cuffy, dans le dép. du Cher, région Centre.) Cette place se situait au Bec-d’Allier, au confluent de la dite rivière de l’Allier avec la Loire, près de Nevers. Les anglo-bourguignons occupaient cette place et causaient régulièrement des dommages dans la région lors de leurs excursions et s’y retranchaient aussitôt, leurs méfaits accomplis. Une expédition fut confiée par le roi de France à l’amiral de Culan, qui assiégea avec ses capitaines, le vicomte de Narbonne, Borno Cacaran (ou, Le Borgne Cakeran (Caqueran), Thibaut de Valpignes, Théodore de Valpergo (un lombard) et Rodrigo de Villa-Andrando (un castillan.) Les forces entre les assiégés et les assiégeants étant trop inégales, Cuffy finira par se rendre au roi de France par un traîté. (Le siège se déroula du 23 avril au mois de juillet 1424.)
- 1424 : Siège de la forteresse de la Guerche (Auj., La Guerche-sur-L’Aubois, dans le dép. du Cher, région Centre.) Durant la même période et dans la même région que le siège de Cuffy (1424), les Français assiégèrent La Guerche où se rencontrait une garnison anglaise : ils étaient menés au combat par les capitaines, le sieur de Valpergo, le sieur Le Borgne-Caqueran (un lombard), le maréchal de la Fayette et le vicomte de Narbonne. Ceux-ci firent forte guerre et réoccupèrent la forteresse avec leurs troupes, après en avoir chassé les Anglais.
- 1424 – 1425 : Siège de l’abbaye et forteresse du Mont-St.-Michel (Auj., dans l'arrond. de Pontorson, dans le dép. de la Manche, Basse-Normandie) par les Anglais. L’abbé et capitaine de l’abbaye et forteresse du Mont-St.-Michel, Robert Jolivet, étant de passage à Rouen, et voyant que tout le pays était envahi par les Anglais, estima la cause perdue pour les Français. Il composa donc avec les Anglais et plus précisément avec le duc Bedford dont il devint le conseiller. Le duc, voyant en lui un fidèle allié, le nomma responsable du siège à mener au Mont-St.-Michel. Entretemps en effet, un capitaine français, le sieur Louis d’Estouville et 110 chevaliers fidèles au roi de France, avaient organisé la résistance aux anglais qu’ils repoussèrent sans discontinuer : les assauts anglais étaient plus que déterminés à briser ce point de résistance. Sur mer, les navires anglais assiégeants furent également refoulés par les marins français. Rien que pour l’année 1424, le siège coûta aux assiégeants 11 403 livres tournois et ce, sans compter les frais accessoires. En juin 1425, les Anglais, lassés de cette résistance et de la défense héroïque de la place par les assiégés, se retirèrent[47].
- 1425 : Siège du Mans (Auj., dans le dép. de la Sarthe, région Pays de la Loire.) par les troupes anglaises menées par le général Thomas de Montagu comte Salisbury. Le comte fit venir 9 bombardes qui pilonnèrent les remparts de la ville. Les assiégés tinrent une énergique résistance pendant 20 jours. Cependant, effrayés par les tirs d'artillerie qui foudroyèrent les murs de la ville, ils se rendirent aux anglais et durent faire serment d'obéissance. (Quelque temps plus tard, la ville sera reprise par surprise par les Français menés par les sieurs de Vignolles, de Lavardin, de Tucé et de Malidor : ils la tiendront 24 heures.. Les Anglais menés par Lord Talbot et le comte Suffolk récupérèrent la place.)
- 1425 : Siège de Galérande (anciennement, Clermont-Galérande ou, Clermont-d'Anjou. Auj., dans le dép. de la Sarthe, en Pays de la Loire) par ?..
- 1425 - mars 1426 : Siège de St.-James de Beuvron (Auj., St.-James, dans le dép. de la Manche, Basse-Normandie.) En 1425, Jean V de Bretagne assiège sans succès avec ses troupes bretonnes la cité alors aux mains des Anglais. Au début de 1426, le connétable de Richemont vient apporter son soutien au siège avec des troupes françaises.
- 1426 : Siège de Mailly-le-Château (Auj., dans le dép. de l'Yonne, Bourgogne.) La place avait été enlevée précédemment par Thibaut de Thermes pour le compte du roi de France. Sur l'ordre de Philippe le Bon duc de Bourgogne, Claude de Beauvoir de Chastellux fit le siège et reprit la place.
- 1426: Siège de Montargis : Le siège tenu par les Anglais dura trois mois jusqu'à l'intervention le 4 septembre du "bâtard d'Orléans" accompagné de La Hire et de son chambellan Jean V Malet[48], qui obligèrent les Anglais à lever le siège[49].
- 1427 : Siège de la forteresse de Ramefort (ou, anciennement, Ramessort, Remefort, Remeford, Rainefort, Rennefort (*) Auj., ce lieu devrait se trouver dans le dép. de la Mayenne, en région Pays de la Loire) par le connétable de Richemont et ses troupes armées fidèles au roi Charles VII. Le siège ne dura guère, le connétable prit la place par un puissant assaut. La forteresse, tenue par les Anglais, capitula[50].
- 1427 : Siège du château de Malicorne en Maine (Auj., commune de Malicorne-sur-Sarthe, dans le dép. de la Sarthe, en Pays de la Loire) par le connétable de Richemont qui prit d’assaut, avec ses troupes armées fidèles au roi Charles VII, la place, alors tenue par une garnison anglaise.
- 1427 : Siège et prise de Noyelles-sur-Mer (Auj., dans le dép. de la Somme, région Picardie) par le bailli de Caux et 700 soldats anglais.
- 1427 : Siège du Crotoy (Auj., dans le dép. de la Somme, sur le littoral de la région Picardie) par le bailli de Caux et des soldats anglais. Le bailli n'obtint pas la place malgré plusieurs assauts.
- 1427 : Siège du château de Lude en Maine (Auj., sur la commune de Le Lude, dans le dép. de la Sarthe, région Pays de la Loire) par le connétable de Richemont et les sires Jean de Beaumanoir et Gilles de Rais avec leurs troupes armées fidèles au roi Charles VII. Les assiégés anglais, dans le château, étaient sous le commandement du capitaine Blancquebourne : ils se défendirent avec un courage désespéré. Devant cette résistance, les Français bombardèrent doublement avec leur artillerie et prirent d’assaut la place. Le capitaine anglais fut tué ou fait prisonnier[51].
- 1427 : Siège de Mercuès (Auj., dans le dép. du Lot, région Midi-Pyrénées) La dite année 1427, les États de Quercy réunis à Cahors, sur la convocation de l’évêque Guillaume d’Arpajon, décidèrent de faire le siège de Mercuès, conquis auparavant par le capitaine de Buch et ses troupes anglaises. En 1427, les Anglais et des bandes de pillards commirent les plus grands excès dans la province du Quercy en brûlant les récoltes[52].
- 1427 : Siège de Montargis (Auj., dans le dép. du Loiret, région Centre) par les troupes anglaises (3 000 hommes d'armes.) Les Anglais établirent leurs campements en trois aires autour de la ville, puis fondirent et l'assiégèrent. Les assiégés purent contenir les assauts durant près de trois mois, mais la cité souffrit de manque d'approvisionnement. Apprenant la nouvelle, les Français, le comte Jean de Dunois et Étienne de Vignolles dit La Hire, se portèrent au secours de la place avec 1 600 hommes d'armes. Le comte de Dunois fonça vers le campement de l'anglais Jean de la Pool (ou, de la Poul, ou, de la Pouille) le prenant par surprise. Au même moment, La Hire fit de même sur celui du comte anglais Suffolk. Les combats furent acharnés, et dans la mêlée, le comte de Dunois et La Hire se rejoignirent avec une partie de leurs troupes et attaquèrent ensemble le campement du comte anglais Warwick. Débâcle du côté anglais. Le siège mené par les Anglais fut levé le 5 septembre 1427 : le comte de Dunois et La Hire firent leur entrée triomphale dans la ville de Montargis.
- 1427 : Siège de Pontorson (Auj., dans le dép. de la Manche, région Basse-Normandie.) Précédemment, le duc de Bretagne Jean VI fit fortifier la place en date du 29 septembre 1426. Cependant, le 22 ou, le 27 février 1427, alors que la place n’était pas encore entièrement fortifiée, le comte anglais Warwick et ses troupes vinrent y faire le siège. La place était défendue de l’intérieur par le maréchal de Huguetières et une poignée de bretons : ceux-ci luttèrent âprement, mais durent capituler le 8 mai 1427, non faute de résistance, mais de vivres. Les Anglais enlevèrent et occupèrent la place.
- 1427 : Siège de Livron (Auj., dans le dép. de la Drôme, en région Rhône-Alpes.) Les avignonnais financèrent et levèrent une troupe armée de leur ville qui était sous le commandement de Humbert Mareschal. Celui-ci sera le capitaine général des troupes devant le siège de Livron. Livron étant le repaire retranché de bandes de soudards dirigés par Geoffroy (le) Boucicaut qui pillait et dévastait la région. Le siège par les avignonnais dura deux mois et demi et il fut fait usage de canons : la cité assiégée finira par capituler.
- 1428 : Siège de Beaumont-en-Argonne (Auj., dans le dép. des Ardennes, en Champagne-Ardenne.) Le siège fut entrepris le 15 mai 1428, par le comte Jean de Luxembourg et ses troupes bourguignonnes et René d’Anjou duc de Bar. À cette époque Beaumont-en-Argonne était fidèle au roi Charles VII et la place était sous le commandement du capitaine Guillaume de Flavy. Les opérations du siège menées par le comte furent poussées avec beaucoup de vigueur et dans les derniers jours du mois de mai, la place capitula auprès du duc de Bar.
- 1428 : Siège de la forteresse de Vaucouleurs (Auj., dans le dép. de la Meuse, en Lorraine.) Jeanne d’Arc serait passée en mai 1428 en vue de rencontrer le gouverneur du roi, Robert de Baudricourt : elle était désireuse d’entrer en contact avec Charles VII. En juillet de la même année, Antoine de Vergy, gouverneur bourguignon de la Champagne fit des « chevauchées » dans la région avec des troupes anglo-bourguignonnes et vint mettre le siège devant Vaucouleurs. Les assiégés, restés fidèles au roi et menés par le précité Robert de Baudricourt, capitaine de la place, se rendirent rapidement compte que les forces étaient trop inégales, malgré une certaine résistance. Le dit Robert, en vue de préserver la cité promit par un traité avec le sieur de Vaudémont, représentant les coalisés anglo-bourguignons, « une composition de délivrance» sous la forme d’une capitulation suspensive, comme c’était courant à cette époque : traité stipulant de n’entreprendre aucune action offensive contre les Anglais ni contre les bourguignons.
- 1428 : Siège et prise de Laval (Auj., dans le dép. de la Mayenne, région Pays de la Loire.) La place est assiégée en mars 1428 et, après quelques jours d’assauts, elle se rendra le 13 mars aux anglais qui l’occuperont. Plus tard, les historiens nous apprennent qu’elle fut reprise à nouveau par les troupes anglaises menées par Talbot et ce, en date du 9 août 1428 : ceux-ci occuperont la place jusqu’au 29 septembre 1429, date à laquelle, ils en seront chassés.
- 25 septembre 1428 : Siège de Beaugency (Auj., dans le dép. du Loiret, région Centre) par le comte anglais Salisbury et ses troupes armées. Le château se rendit le jour de la St.-Fremin (25 sept.) du mois de septembre 1428. La ville et l'abbaye se virent obliger de faire serment d'obéissance aux anglais[53].
- 1428 : Siège de Marchesnoir (Auj., Marchenoir, dans le dép. de Loir-et-Cher, région Centre) par le comte anglais Salisbury et ses troupes armées : la cité se rendit au comte et fit serment d'obéissance.
- 1428 : Siège du château de la Ferté-Hubert (Auj., commune de La Ferté-St.-Cyr, dans le dép. de Loir-et-Cher) par le comte anglais Salisbury : la place fut rendue à son obéissance.
- 1428 : Siège de la forteresse du Puiset (Auj., commune de Le Puiset, dans le dép. d'Eure-et-Loir, région Centre) par le comte anglais Salisbury et ses troupes armées. Le comte obtint la place par divers assauts : une fois à l'intérieur, tous ceux qui furent pris parmi les assiégés furent pendus.
- 1428 : Siège de Yenville (Auj., Janville, dans le dép. d'Eure-et-Loir, en région Centre) par le comte anglais Salisbury et ses troupes armées. Le comte ordonna de bombarder intensément la cité et dans la soirée du 29 août 1428, ses troupes donnèrent l'assaut final : les assiégés furent conquis par la force. La place et le château se rendirent aux anglais.
- 1428 : Siège de la forteresse de Passavant (Auj., Passavant-en-Argonne, dans le dép. de la Marne, en Champagne-Ardenne.) Eustache de Vernancourt (qui fut aussi prévôt de Charles VII) était en 1428 le capitaine de Passavant. Précédemment, il rendit de nombreux services au duc de Bar (René d’Anjou) en luttant contre ses ennemis : les anglo-bourguignons. Celui-ci estimant peut-être ne pas avoir été assez récompensé par le duc se mit à lui causer quelques soucis, en s’opposant à lui régulièrement ainsi qu’en lançant des attaques dans le duché. Le duc se vit obligé de sévir et vint assiéger Passavant. Fin du mois d’août, les troupes du duc se préparèrent au siège. Le siège débuta en septembre. Une note d’archives signale que les vignerons passèrent les 26 septembre et 26 octobre .. pour les hommes estans au siège de Passavant.. Une autre note nous apprend que le 29 octobre 1428, des vivres furent expédiées aux hommes du duc estans en chastel de Passavant.. : ainsi la forteresse fut investie à cette date par les troupes du duc. Les archives nous apprennent encore que le duc de Bar s’engagea à payer 1 000 écus à Eustache de Vernancourt soit, pour le rétribuer de ses services antérieurs, soit, pour obtenir la reddition de Passavant. En novembre 1428, le duc plaça aussi une nouvelle garnison au château, composée de ses propres hommes d’armes et d’archers sous le commandement de Guillaume l’Écossais et plus tard, sous les ordres de Nicolas de Nettancourt, écuyer. À cette même époque, le duché de Bar était dans une situation difficile vis-à-vis de la coalition anglo-bourguignonne qui menaçait ses frontières. Le duc faillit, pour préserver son duché de la dévastation, presque accepter la domination des coalisés, mais à la suite de la victoire des Français menés par Jeanne d’Arc à Orléans, il se rallia à Charles VII.
- octobre 1428 : Siège de Jargeau (écrit parfois anciennement, Gergeau. Auj., dans le dép. du Loiret, région Centre) par le capitaine anglais Jean de la Poule (ou, de la Poole, ou, de la Pouille) et, ses nombreuses troupes (avec des engins de guerre), aux ordres du comte Salisbury. La cité tomba aux mains des Anglais. Le siège se déroula entre les 2 et 5 octobre 1428.
- 1428 : Siège de Châteauneuf-sur-Loire (Auj., dans le dép. du Loiret, région Centre) par le capitaine anglais Jean de la Poule (ou, de la Poole, ou, de la Pouille) et ses troupes armées aux ordres du comte Salisbury. La cité fut mise à l'obéissance aux anglais.
- 1428 : Siège de la cité et du château de Nogent-le-Rotrou (Auj., dans le dép. d'Eure-et-Loir, région Centre) par l'anglais Thomas de Montagu comte Salisbury et ses troupes armées. La cité se rendit et fit serment d'obéissance aux anglais, ainsi que la garnison du château qui capitula.

#### La libération du royaume (1429-1453)
- 12 octobre 1428-8 mai 1429 : Siège d'Orléans (Auj., dans le dép. du Loiret, Centre) par les Anglais. Jeanne d'Arc amène une armée de secours.
- 10 juin 1429-12 juin 1429 : Bataille de Jargeau par le Dauphin et Jeanne d'Arc.
- 13 juin 1429-14 juin 1429 : Bataille de Meung-sur-Loire par le Dauphin et Jeanne d'Arc.
- 15 juin 1429-16 juin 1429 : Bataille de Beaugency par le Dauphin et Jeanne d'Arc.
- 17 juin 1429-18 juin 1429 : Bataille de Patay par le Dauphin et Jeanne d'Arc.
- 2 juillet 1429 : siège d’Auxerre par le Dauphin et Jeanne d'Arc.
- 4 juillet 1429-10 juillet 1429 : Siège de Troyes (Auj., dans le dép. de l'Aube, en Champagne-Ardenne) par les Français sous le commandement de Jeanne d'Arc.
- 14 juillet 1429 : Prise de Châlons-en-Champagne par le Dauphin et Jeanne d'Arc.
- 16 juillet 1429 : Prise de Reims par le Dauphin et Jeanne d'Arc, ces trois derniers épisodes forment la Chevauchée vers Reims qui aboutit au sacre de Charles à Reims.
- Septembre 1429 : siège et prise de la forteresse d'Etrépagny (ou, Estrépagny. Auj., dans le dép. de l'Eure, en Haute-Normandie) par André de Rambures (compagnon de Jeanne d'Arc) et ses gens d'armes.
- Septembre 1429 : Prise de Laval.
- 1429 : siège de Paris par le Dauphin et Jeanne d'Arc.
- 1429 : siège de la forteresse de Saint-Célerin (Auj., dans le dép. de la Sarthe, région Pays de la Loire.) Les Anglais commandés par les sires de Scales, Robert le Bouteillier, Robert Ros, Guillaume Hodehalle vinrent mettre le siège devant la forteresse avec de la grosse artillerie et des bombardes. Apprenant la nouvelle, par un émissaire parti de nuit, le duc d’Alençon (fidèle au roi de France) manda son maréchal Ambroise de Loré et Jean V du Bueil, d'amener des troupes de secours et aussi, une fois à l’intérieur, qu'ils puissent organiser la défense de la place. Le siège ayant débuté en décembre 1429, dura 10 ou 12 jours : le dernier jour, les Anglais firent un ultime assaut qui dura 4 ou 5 heures, mais ce fut un vain résultat. Les Anglais se délogèrent et levèrent alors le siège[54].
- 1429 : siège de La Charité (Auj., La Charité-sur-Loire, dans le dép. de la Nièvre, en Bourgogne.) Jeanne d’Arc et le sire d’Albret comte de Dreux et de Gavre, à la demande de Charles VII, se rendirent dans la région et firent le siège devant La Charité. Le Conseil du roi souhaitait activement récupérer cette place qui avait été laissée aux bourguignons. Cependant, le siège fut mené vainement, les assiégés résistèrent âprement : Jeanne dut se résoudre à faire lever le siège (échec.)
- Janvier - août 1430 : Siège de Torcy (Auj., l'entité est subdivisée en Torcy-le-Grand et Torcy-le-Petit, dans le dép. de la Seine-Maritime, en Haute-Normandie.) Précédemment, en 1429, les Français s'étaient rendus maîtres de la cité. En janvier 1430, les troupes anglaises menées par John bâtard du duc de Clarence, vinrent y faire le siège. Du côté français, Guillaume d'Estaing, chambellan du roi fut envoyé sur les lieux pour tenter de briser le siège des Anglais : il ne reçut cependant que trop tard les subsides nécessaires pour lever une troupe. La place fut prise par les Anglais en août 1430.
- 1430 : Sièges de la forteresse du Château-Gaillard en Vexin normand (Auj., commune des Andélys, dans le dép. de l’Eure, en Haute-Normandie.) La Hire (compagnon d’armes de Jeanne d’Arc) assiégea et finit par enlever par escalade et avec éclat la forteresse en date du 24 février 1430 : le commandant anglais, Kingston, se voyant en peine, comprit qu’il n’aurait pas la vie sauve s’il persévérait à résister,.. capitula et rendit la place aux français. La Hire, une fois à l’intérieur de la forteresse, libéra tous les prisonniers français ainsi que Barbazan (un courageux capitaine français emprisonné par les Anglais) et fit placer une garnison à ses ordres. Le 28 février de la dite année, les Anglais tentèrent à nouveau mais sans succès divers assauts pour reprendre les lieux : ils décidèrent alors de rester pour assiéger la place. Ainsi, après plusieurs mois de siège, le capitaine français et ses gens d’armes purent, après négociations, sortir sain et sauf avec leurs biens et, les Anglais réinvestirent alors la place à la fin de juin ou au début de juillet 1430[55].
- 1430 : Siège de Compiègne (Auj., dans le dép. de l'Oise, en Picardie) par les bourguignons du duc Philippe le Bon et les Anglais. La Pucelle qui assurait la défense de la ville au nom du Dauphin, lors d'une de ses sorties en date du 23 mai 1430, fut capturée par Jean de Luxembourg qui la livra aux anglais pour la somme de 10 000 francs. Le siège de la ville fut levé le 26 octobre 1430. (Le capitaine Guillaume de Flavy était le défenseur de la place.)
- 1430 : Siège de la cité et de la forteresse de la Queue-en-Brie (Auj., dans le dép. du Val-de-Marne, en Île-de-France) par les troupes anglaises du comte Suffolk : celles-ci démoliront la forteresse.
- Juin 1430 : Siège du château de Clermont en Beauvaisis (ou, Clermont-en-France. Auj., Clermont, dans le dép. de l'Oise, en Picardie) vainement mené pendant 10 jours par la troupe française du maréchal de Boussac alias Jean Ier de Brosse ou, de Broche. Le château assiégé appartenait au sieur de Crèvecœur, allié des Anglais, avec 50 hommes d'armes. Boussac apprenant que l'anglais de Huntingdon arrivait avec une troupe armée au secours des assiégés, fit hâtivement lever le siège, en abandonnant même une partie de l'artillerie qu'il avait amené depuis Compiègne[56].
- 1430 : Siège du château d'Aumale (de toute ancienneté, Albemarle et modifié par corruption en Aumale. Auj., dans le dép. de la Seine-Maritime, en Haute-Normandie) En 1429, le château était aux mains des Anglais : il fut pris en août de la même année, par les troupes françaises menées par La Hire et le connétable de Richemont. En juillet 1430, le château fut assiégé par les troupes anglaises menées par le comte Suffolk. La défense de la place était sous le commandement du sire André de Rambures (qui était un compagnon d’armes de Jeanne d’Arc) avec 120 hommes d’armes : le capitaine soutint le siège durant 24 jours contre l’armée de l’anglais. Il se vit dans l’obligation de capituler, fut fait prisonnier et, mené en Angleterre où, il demeura 5 à 6 années avant de pouvoir trouver sa délivrance.
- 1430 : Siège de Larrey (Auj., près de Châtillon-sur-Seine, dans le dép. de la Côte-d’Or, Bourgogne.) Le 26 février 1430, la noblesse bourguignonne fut convoquée à Semur-en-Auxois pour résister aux ennemis du duc de Bourgogne qui venaient de prendre le châtelet de Larrey. Ces ennemis à cette époque étaient les Anglais qui s’étaient rués sur des possessions du duc de Bourgogne à la Chandeleur (= vers le 2 février 1430.) Vers le 7 mars, les troupes bourguignonnes assiégèrent le dit châtelet : celui-ci sera finalement repris à la Quasimodo 1430 (= le dimanche qui suit Pâques) par les bourguignons.
- 1431 : Siège de Semur-en-Auxois (Auj., dans le dép. de la Côte-d’Or, Bourgogne) par Charles d’Amboise, gouverneur de Champagne qui fit rendre au roi de France, la ville par assauts et ensuite, par sa capitulation (3 août 1431.)
- 1431 : Siège de la ville et du château de Crépy-en-Valois (anciennement, Crespy. Auj., dans le dép. de l'Oise, en Picardie) par les Anglais et les bourguignons qui assiégèrent avec un acharnement extrême la cité. La ville fut emportée d'assaut et la garnison assurant la défense de la ville fut passée au fil de l'épée. Pillages, incendies,.. : les assiégeants voulurent garder la place, mais elle s'embrasa.
- 1432 : Siège de Pouancé (Auj., dans le dép. de Maine-et-Loire) par les troupes de Jean V duc de Bretagne (allié des Anglais.) La cité était la possession du duc Jean II d’Alençon (allié des Français) et, dès le début du siège, il quitta la place forte par une poterne, puis y fit rentrer en renfort une quarantaine d'hommes d'armes. Après 6 semaines de sièges, de sapes et de bombardement, et malgré plus de 6 000 hommes du Duc de Bretagne, les deux partis finirent par trouver un terrain d'entente et le siège fut levé[57].
- 1432 : Siège de la forteresse de Saint-Célerin (Auj., dans le dép. de la Sarthe, région Pays de la Loire.) À cette époque, la forteresse était tenue par les Français sous le commandement du maréchal Ambroise de Loré qui en était le capitaine. La forteresse fut en 1432 assiégée par les troupes anglaises menées par Mathieu Goche et Lord Willoughby. Le maréchal de Loré fit aussitôt mander à Charles duc d’Anjou et au duc d’Alençon de lui ramener des renforts. Ambroise de Loré tentant de faire lever le siège entrepris par les Anglais effectua diverses « sorties » : lors de l’une d’elles, il fut blessé et fait prisonnier. Cependant une troupe de secours française arriva et récupéra le maréchal et fit même prisonnier un des capitaines anglais, Mathieu Goche. Sur ces entrefaites, Lord Willoughby voyant les Français revenir de leur sortie, fit aussitôt lever le siège et n’eut même pas le temps d’emporter avec lui, une partie de son artillerie, pressé de rejoindre la ville d’Alençon.
- Mai-août 1432 : Siège de Lagny-sur-Marne (Auj., dans le dép. de Seine-et-Marne, en Île-de-France) par les troupes du duc anglais Bedford. Lagny-sur Marne appartenait depuis le mois d’août 1429 à Charles VII de France et ce, grâce à l’intervention de Jeanne d’Arc : celle-ci avait en effet illustré ce lieu par son séjour et par de nouveaux exploits et les Français, depuis lors, s'y étaient fortifiés. La cité était située entre Paris et Melun, sur une route d'eau qui mène à la capitale et possédait une garnison armée qui incommodait fort les Anglais. Ces derniers tentèrent inutilement, un jour de mars 1431, de prendre la place en y lançant jusqu’à 412 pierres et boulets de canons. Ils revinrent cependant plus tard, le 1er mai 1432, pour un second siège qui dura près de 4 mois. Les Anglais attachaient énormément d’importance à soumettre cette cité-bastion, mais ils éprouvèrent une résistance invincible des défenseurs. Le conseil de Charles VII fit les derniers efforts pour en assurer le succès : de nouvelles dettes, des emprunts multipliés, furent contractés au nom du roi ; le sire Georges de La Trémoïlle se rangea, comme par le passé, au nombre des prêteurs. Lagny se trouva tout au long de ce siège de plus en plus oppressée par les Anglais, ce qui n’empêchait pas les gens de la ville d’exercer continuellement des brigandages par des « sorties » aux environs de Paris. Ces actes de l’ennemi lassèrent à la longue le duc Bedford, régent au nom du roi Henry VI d’Angleterre et de France : celui-ci se décida à lancer une nouvelle tentative pour se rendre maître de Lagny. Pour ce faire, le duc se pourvut de plusieurs machines de guerre, d’une grande quantité de canons qu’il avait tirés de Paris et vint au mois de juillet devant les murs de la cité avec une armée considérable, composée essentiellement de Bourguignons qui avaient été amenés par le maréchal de l'Ile-Adam, les bâtards de Saint-Pol et d'Aunay et les seigneurs d'Orville, de Vaudrey et d’Amont. Bedford jura de ne pas abandonner les lieux du siège tant que la cité ne serait prise. Il fit bombarder par ses machines une arcade du pont qui s’abattit ainsi qu’une partie de la muraille de Lagny : ce qui causa d’importants dommages. Ambroise de Loré, un des capitaines à la défense de la cité, effectua plusieurs « chevauchées » avec 700 à 800 hommes d’armes et repoussa à chaque fois les assiégeants anglais avec beaucoup d’avantages. Les forces et les vivres commencèrent à manquer à la ville, mais l’espoir de troupes supplémentaires qui viendraient au secours des assiégés préservait ces derniers dans un courage sans faiblesse. Les conditions climatiques du mois de juillet 1432 furent déplorables : il y eut des pluies continuelles durant près de 23 jours. Les assaillants anglais passèrent une bonne part de leur temps sous leurs tentes. Pendant ce temps, Charles VII rassembla alors 11 000 auxiliaires qu’il expédia sous les murs de Lagny. Aussi, entre le 7 juin et le 10 août 1432, d’importants secours furent amenés aux assiégés par Raoul de Gaucourt, et Jean bâtard d’Orléans avec 800 cavaliers parmi lesquels se trouvaient quelques-uns des plus braves tels de Boussac, Poton de Xaintrailles et Rodrigo de Villa-Andrado (un Castillan au service de la France.) : la troupe royaliste passa par Melun et la Brie pour se rendre à Lagny et réussit même à introduire un petit convoi de bœufs et de farine aux assiégés. Ceux qui soutinrent le siège à l'intérieur de la cité étaient menés par les capitaines Jean Foucau(l)t, Ambroise de Loré et Hugh Kanedy (ou, Hughes Kennedy, un capitaine écossais au service de la France) avec 800 à 1 000 combattants. Le régent anglais le duc Bedford, en de telles conjonctures, partit de Paris et vint placer dans la balance le poids de son commandement personnel ; il était suivi de forces à peu près égales à celles de la partie adverse. Près de 6 000 combattants anglais furent sur le point de pénétrer dans la cité de Lagny : ils s’étaient, un dimanche jour de la Saint-Laurent, déjà emparés du boulevard et y avaient planté leur bannière. Une action décisive eut lieu dans la prairie de Lagny, le 10 août 1432. Le comte Jean de Dunois accompagné du comte Gilles de Laval de Raitz et les troupes françaises (les Armagnacs) de secours, battaient les assaillants anglais par l’arrière, tandis que celles de la place les repoussaient par devant : les Anglais se trouvaient ainsi placés entre deux feux et furent si surpris de cette situation qu’ils ne songèrent même pas à se défendre, préférant chercher leur salut dans la fuite, déjà que 300 de leurs compagnons d’armes avaient été tués sur les lieux du combat : ce fut une victoire française. Les Français réussirent à s’approprier les vivres et l’artillerie des Anglais que ceux-ci avaient abandonnés dans leur précipitation à déguerpir, ce qui permit de ravitailler Lagny. Le duc Bedford n’eut d’autre choix que de lever immédiatement le siège et de retourner vers le 20 août à Paris, le cœur navré et atteint par ce cuisant échec. Charles VII fut reconnaissant du zèle que les habitants de Lagny avaient montré pour son service : il fit publiquement les louanges de cette vertueuse résistance à l’ennemi anglo-bourguignon[58].
- août 1433 : siège du château fort de Pacy (près de Tonnerre. Auj., Pacy-sur-Armançon, dans le dép. de l'Yonne, en Bourgogne.) par les troupes de Philippe le Bon duc de Bourgogne. Pacy se rendit au duc après 15 jours de siège : la place, qui était fidèle à Charles VII, n'ayant reçu nul ordre du roi !.. (Ce fut la défection de Guillaume de Châteauvillain, chancelier, fidèle au roi de France.)
- 1433 : siège de Saint-Valery (Auj., dans le dép. de la Somme, région Picardie) par le comte de Saint Pol. Précédemment, les Anglais s'étaient rendus maîtres le 14 septembre 1422 de Saint-Valery : ils en furent cependant expulsés en 1432. La place était une position militaire très importante. Ainsi, en 1433, le siège fut opéré par les efforts conjugués des capitaines anglais et bourguignons : Pierre Ier de Luxembourg comte de Saint-Pol fut le lieutenant du roi d'Angleterre et du duc de Bourgogne pour mener ce siège contre les assiégés (fidèles au Dauphin de France.) Le siège dura trois semaines et la place capitula le 24 août 1433. Mais, quelque temps plus tard, le comte de Saint Pol ne tarda pas à en être évincé lui-même.
- 1433 : siège du château de Bons-Moulins (ou, Bon-Moulin. Auj., commune de Bonsmoulins, dans le dép. de l'Orne, Basse-Normandie) par les Anglais. Précédemment, ce château fut pris et repris régulièrement, tant par les Anglais que par les Français, durant la guerre de Cent Ans. En 1418, le château fut pris par une troupe armée d'Anglais menée par Jean Triptofs : par après, ce dernier fit restaurer le château et en fut nommé capitaine par le roi Henry V d'Angleterre. Le château repassa ensuite aux mains des Français. En 1433, le comte anglais d'Arondel (ou, d'Arundel) voulut s'en rendre maître et l'assiégea. La défense du château était assurée par le français François Ferbourg, un vaillant commandant qui n'appréciait guerre la présence des Anglais en Normandie. Ferbourg et sa garnison résistèrent jusqu'au moment où, épuisés et lassés, ils capitulèrent. Le comte d'Arondel, vainqueur, ordonna de raser la place et de bouter le feu aux lieux. Ce fut le dernier siège et la destruction totale du château qui ne renaîtra jamais de ses cendres[59].
- 1433 : siège du château de Mornac sur la Seudre en Haute Saintonge (Auj., Mornac-sur-Seudre, en canton de Royan, dans le dép. de la Charente-Maritime inférieure, région Poitou-Charentes.) Précédemment, les Anglais s’étaient emparés de Mornac. En 1433, on résolut à La Rochelle d’expulser l’ennemi de cette place importante. La Rochelle expédia 300 hommes armés (français) commandés par R. Girard et L. Poussard qui devaient conjointement et directement agir sur les troupes du sire de Pons, chargé quant à lui d’attaquer la place du côté terre. Le siège fut meurtrier surtout pour la flottille et par suite des secours que les assiégés reçurent des Anglo-gascons. Mais le sire de Pons obtint la reddition de la place.
- 1433 : siège du château de Crépy-en-Valois (Auj., dans le dép. de l'Oise, région Picardie.) Précédemment, les Anglo-bourguignons s'étaient emparés de la place en 1431. En 1433, Charles VII roi de France décida de déloger les intrus : il prit la place par escalade, fit passer la garnison ennemie occupant Crépy au fil de l'épée et occupa les lieux en mai 1433.
- Juillet 1433 : siège de Mussy ou, Mussy-L'Évêque (Auj., Mussy-sur-Seine, dans le dép. de l'Aube, en région Champagne-Ardenne) par Philippe le Bon duc de Bourgogne en personne avec ses troupes armées composées de 6 000 hommes : ceux-ci entourèrent la place. Mussy était une possession de l'évêque de Langres et un des repaires des Armagnacs fidèles au roi de France. Le duc qui avait dirigé les manœuvres, parvint à prendre la place.
- 1433 : siège de Brienon-sur-Armençon (Auj., dans le dép. de l'Yonne, Bourgogne) par Philippe de Vaudrey, gouverneur de l'Auxerrois et du Tonnerrois, et ses troupes bourguignonnes. La place sera prise.
- 1433 : siège d'Avallon (Auj., dans le dép. de l'Yonne, Bourgogne.) En 1433, la ville fut enlevée par surprise par le capitaine armagnac Jacques d'Espailly dit Fort-Epice : il tiendra la ville huit mois. Philippe le Bon duc de Bourgogne reprit la ville après d'âpres combats, dans la nuit du 16 au 17 octobre 1433.
- 1434 : siège de la forteresse de Saint-Célerin en Maine (Auj., dans le dép. de la Sarthe, région Pays de la Loire.) En janvier 1434, le général et comte d'Arondel (ou, d'Arundel) qui commandait les Anglais dans le Maine vint mettre le siège devant la forteresse. Du côté français, apprenant la nouvelle, le comte d'Alençon et le sieur de Loré marchèrent aussitôt contre les assiégeants : ils ne purent empêcher la place d'être prise par les Anglais après 3 mois de siège. Le siège se termina par la chute de la Tremoïlle.
- 1434 : siège de Sillé-le-Guillaume en Maine (Auj., dans le dép. de la Sarthe, région Pays de la Loire.) Aussitôt après la prise de Saint-Célerin, fort de son succès, le général et comte d'Arondel (ou, d'Arundel) avec sa troupe anglaise, assiégea Sillé-le-Guillaume qui fut pris malgré les interventions, côté français, de Jean II et du connétable de Richemont accourus avec leurs troupes au secours de la place.
- 1434 : siège de la forteresse de Grancey-le-Château (Auj., Grancey-le-Château-Neuvelle, dans le dép. de la Côte-d'Or, en Bourgogne) par les troupes du duc de Bourgogne menées par Jean de Vergy. Le siège débuta le 9 janvier 1434 (1435 nouv. st.) et dura trois mois. Les défenseurs de la place étaient sous le commandement de Guillaume de Châteauvillain, allié du roi de France Charles VII. En date du 15 août 1434, les assiégés ouvrirent les portes aux Bourguignons. Ces derniers se chargèrent par après, à araser le donjon et les remparts du château[60].
- 1434 : siège et prise du château de Chaumont en Charolois (Auj., château de Chaumont-la-Guiche, sur la commune de Saint-Bonnet-de-Joux, dans le dép. de Saône-et-Loire, en Bourgogne) par le duc de Bourgogne. Précédemment, Rodrigue de Villa-Andrando, un commandant fidèle au duc de Bourbon prit le château en date du 10 août 1434. En réaction, le duc de Bourgogne vint y faire en personne le siège également et, s'empara du château le 4 septembre 1434. Le château appartenait à Girard sire de la Guiche, et fut rendu plus tard à son propriétaire.
- 1434 : siège devant la ville et le château de Coulanges-les-Vineuses en Auxerrois (Auj., Coulanges-la-Vineuse, dans le dép. de l'Yonne, en Bourgogne) par le duc de Bourgogne. Précédemment, la cité et le château furent pris par le capitaine armagnac Jacques d'Epailly dit Fort-Epice pour le compte de Charles VII. Le capitaine défendit avec acharnement la place et Philippe le Bon engagea alors des pourparlers : Fort-Epice accepta de revendre ses prises de la cité et du château pour le prix de 6 700 écus d'or au duc.
- 1434 : siège de Villefranche (Auj., Villefranche-sur-Saône, dans le dép. du Rhône, région Rhône-Alpes) par Pierre de Bauffremont, sire de Charny sur l'ordre de Philippe le Bon duc de Bourgogne. Le duc de Bourbon se trouvait à l'intérieur de Villefranche. Il y eut entre les belligérants quelques escarmouches : le sire de Charny n'insista pas et se retira pour aller assiéger Belleville.
- 1434 : siège devant Belleville (surnommée parfois Belleville-en-Beaujolais ou, Belleville-sur-Saône. Auj., dans le dép. du Rhône, région Rhône-Alpes) mené par Pierre de Bauffremont, sire de Charny aux ordres de Philippe le Bon duc de Bourgogne. Le siège débuta le 21 septembre 1434. La place assiégée était sous le commandement de Jacques de Chabannes, capitaine français, pour Charles Ier, duc de Bourbon. N'ayant avec lui que 300 hommes environ, quand il s'y vit assiégé par 1600 Bourguignons "tous gens d'élite"; Jacques, secondé par le bailli de Beaujolais, "se mit en défense en grande diligence," et fit une vigoureuse résistance. Dans une première sortie, il vint à bout de détruire les machines dressées contre les murs de la ville, et d'enlever quelques bombardes à l'ennemi ; malheureusement, ayant perdu la majeure partie de son monde dans une seconde sortie, et l'artillerie des assiégeants foudroyant sans relâche les murs de la ville, il fut contraint de capituler au bout d'un mois de siège[61]. Il obtint cependant par sa vaillante conduite de sortir de la place vies et biens saufs pour lui et ses troupes. Le duc de Bourgogne mit dans Belleville le seigneur de Scey avec une forte garnison, et les Français "se départirent tous de pied, le baston au poing," retournant vers le duc de Bourbon, leur seigneur[62],[63],[64],[65].
- 1435 : siège de Paris par les troupes françaises de Charles VII de France sous les ordres du maréchal Ambroise de Loré qui parviennent à entrer dans Paris.
- 1435 : siège de Saint-Denis (Auj., dans le dép. de la Seine-Saint-Denis, en Île-de-France.) Place hautement symbolique : l’église (basilique) est le sanctuaire des rois de France ! La ville de Saint-Denis était à nouveau entre les mains de Charles VII depuis le premier juin 1435. Au mois d’août 1435, les troupes anglaises vinrent mettre le siège devant la place. La défense de la cité était aux mains du maréchal français de Rieux et ses capitaines Louis de Gaucourt et le sire de Foucauld qui résistèrent aux assauts ennemis. Les Anglais décidèrent alors d’affamer la ville. Le maréchal de Rieux négocia aussitôt, à de bonnes conditions, la reddition de la ville en permettant à la population de pouvoir s’en aller sans anicroches et avec ses biens. Après quoi, les Anglais s’emparèrent de la ville et détruisirent quantités de maisons, mais n’osèrent pas s’attaquer à l’abbaye de Saint-Denis.
- 1436 : siège de Creil (Auj., dans le dép. de l’Oise, région Picardie.) Le connétable de Richemont (Arthur de Bretagne), en personne, décida d’assiéger les Anglais retranchés dans Creil : le siège débuta le 1er mai 1436. Il était accompagné de ses capitaines, le bâtard d’Orléans, le sire de Rostrenen, le sire de l’Isle-Adam, Poton de Xantrailles et La Hire. Le connétable devant rendre visite au duc de Bourgogne en Picardie, laissa continuer le siège par ses capitaines. Cependant plus tard, les capitaines levèrent le siège.
- 1436, juin - juillet : siège de Calais par Philippe le Bon, duc de Bourgogne avec les Flamands, contre les Anglais. Précédemment, en 1435, une rencontre fut proposée à Arras entre Bourguignons, Français et Anglais en vue de faire cesser les hostilités : les Anglais refusèrent cependant de participer aux négociations. Le roi Charles VII et Philippe le Bon conclurent une alliance commune défensive en signant un traité de paix qui mécontenta les Anglais. En réaction, la population de Londres fut autorisée à piller les maisons des Hollandais, Flamands et Picards (tous sujets bourguignons) établis dans la capitale anglaise. Les Anglais avaient même couru sur les terres du duc où un combat eut lieu dans le Boulonnais opposant 2 000 Anglais et 1 500 Flamands menés par Jean de Croÿ qui y fut défait. Les Flamands irrités contre l’Angleterre qui maltraitait leurs marchands se soulevèrent et le duc de Bourgogne, furieux d’apprendre que ses ambassadeurs avaient été malmenés à Londres, déclara dès lors, la guerre à l'Angleterre : il prit quelques possessions anglaises telles le château d’Oye dont il fit pendre une partie de la garnison, Sangatte, Vaucliguen et diverses autres forteresses des environs. Puis, il vint faire le siège de Calais en juin 1436 (qui était une possession anglaise à cette époque) avec des milices flamandes (des Gantois au nombre de 17 000 hommes d’armes et d’autres villes flamandes à proportion) ainsi qu’avec des troupes levées en Picardie et en Bourgogne et un grand nombre de « ribaudequins, portans canons, coulevrines, arbalestres, et plusieurs aultres gros engins » : environ 30 000 hommes aux ordres de Philippe le Bon se trouvèrent ainsi devant la ville de Calais. Le duc de Bourgogne ordonna aussi, au seigneur de Croÿ d’aller de son côté, faire le siège de Guînes aux mains des Anglais. Les milices flamandes, qui avaient pris le siège de Calais à cœur, en faisaient une croisade populaire en y allant en corps de peuple, bannière par bannière, apportant avec eux quantité de bagages, meubles et, jusqu’à leurs coqs comme pour indiquer qu’ils y élisaient domicile jusqu’à la prise de la place. Après quelque temps, les assaillants flamands mirent cependant peu de zèle à continuer le siège, car la ville était trop bien pourvue en hommes d’armes anglais, en armes, en munitions et en vivres pour soutenir des assauts à long terme. Les Flamands, ennuyés par la lenteur du siège, alléguèrent pour excuses qu’ils n’étaient pas soutenus par d’autres sujets du duc, ni soutenus en mer par les Hollandais (la flotte menée par Jean de Hornes, sénéchal de Brabant, ne put bloquer le port de Calais au moyen de 5 à 6 gros vaisseaux), ni soutenus sur terre par la noblesse wallonne et, reprochant même au duc d'en faire une affaire trop personnelle (le duc de Bourgogne avait accepté précédemment le défi, proposé par l’intermédiaire d’un héraut anglais, d’une prochaine bataille contre 10 000 Anglais menés par Humphrey de Lancastre, duc de Gloucester, dont les troupes se mettaient en marche). Philippe le Bon, devant la débandade des milices flamandes inconstantes et turbulentes, ne put retenir celles-ci et fut forcé de faire lever le siège en juillet 1346. Il fit stopper également le siège de Guînes et s’en retourna dans ses États, outré de l’indocilité de ses sujets et n’ayant pas même eu l’occasion de combattre les troupes du duc de Gloucester arrivées en renfort aux assiégés de Calais quelques jours plus tard après la levée du siège[66].
- 1437 : siège du château d'Orville (Auj., dans le dép. du Val-d'Oise sur la commune de Louvres) par des Routiers au service des Anglais qui s'en servent, ensuite, comme de point d'appui et de départs pour des chevauchées et raids dévastateurs dans la région.
- 1437 : siège de la place et forteresse du Crotoy (Auj., dans le dép. de la Somme sur le littoral de la Picardie) par Philippe le Bon duc de Bourgogne qui finira par lever le siège (échec.)
- 1437 : siège de Montereau (Auj., Montereau-Faut-Yonne, dans le dép. de Seine-et-Marne, en Île-de-France.) Le roi Charles VII mena en personne son armée au siège (qui débuta vers le 24 août.) N'ayant au départ que 2 000 hommes d'armes, il fit appel à la compagnie des arbalétriers de Châlons. C'est l'université de Paris qui paya l'Aide pour le siège de Montereau. Un supplément d'hommes d'armes parvint au roi : au total 6 000 Français participèrent au siège. La prise de la ville se fit en octobre 1437 (siège de 6 semaines) et le château, pilonné par l'artillerie de Jean Bureau, tomba le 22 octobre 1437. Le Dauphin (futur Louis XI de France) âgé alors de 15 ans, participa au siège, et offrit plus tard, sa clémence aux assiégés anglais (300 hommes d'armes) qui se rendirent, mais fit pendre tous les Français "reniés" (alliés aux anglais.)[67]
- 1438 : siège et destruction du château d'Orville (Auj., dans le dép. du Val-d'Oise sur la commune de Louvres) par les troupes Françaises qui en délogent les Routiers qui s'en servaient, depuis une année environ, comme de point d'appui et de départs pour des chevauchées et raids dévastateurs dans la région.
- 1439 : siège d'Avranches (Auj., dans le dép. de la Manche, en Basse-Normandie) par le connétable de Richemont, avec 600 hommes d'armes, côté français. L'anglais Talbot parvint à décourager les Français qui levèrent le siège après 2 mois (entre les 23 et 27 décembre 1439.) Les Anglais s'emparèrent même des bagages et de l'artillerie du connétable (les historiens parlent de la "détrousse" d'Avranches, concernant ce siège.)
- 1439 - 1440 : siège de Meaux (Auj., dans le dép. de Seine-et-Marne, région Île-de-France) ordonné par Charles VII qui fut présent au siège. Le connétable de Richemont prit le commandement des opérations avec ses capitaines Pierre de Rostrenen, Tugdual de Kermoysan et Jean Budes. Du côté anglais, la défense était assurée par le comte Sommerset avec ses capitaines, Lord Talbot, Lord Scales et Lord Falconbridge et 4 000 combattants. Le siège qui débuta en juillet 1439 dura 7 mois : la ville sera prise en 1440 par les Français.
- 1440 : siège et prise de Mussy (Anc., Muxy, ou, Mussy-L'Evêque. Auj., Mussy-sur-Seine, dans le dép. de l'Aube, en Champagne-Ardenne) par les troupes de Philippe le Bon duc de Bourgogne.
- 1440 : siège de La Charité (Auj., La Charité-sur-Loire, dans le dép. de la Nièvre, en Bourgogne.) Charles VII et ses troupes royales décidèrent de récupérer par un coup de force La Charité. Précédemment en 1435, Charles VII et le duc de Bourgogne avaient conclu un traité stipulant que la place devait revenir au roi. Cependant, pendant 5 années, le gouverneur de La Charité se refusa à la céder aux personnes mandatées par le roi pour la gouverner. Mais la cité capitula et le roi récupéra la place et soumit le gouverneur rebelle au règlement d’une somme de 2 600 écus d’or pour pouvoir déguerpir sain et sauf.
- août 1440 : siège de Tartas en Guyenne (Auj., dans le dép. des Landes, en Aquitaine) par les troupes anglaises du comte de Huntingdon. (Tartas appartenait à Charles sire d'Albret.)
- 1441 : siège de Taillebourg (Auj., dans le dép. de la Charente-Maritime, en Poitou-Charentes) par l'armée royale de Charles VII.
- 1441 : siège et prise de Pontoise (Auj., dans le dép. Val-d'Oise, en Île-de-France) par Charles VII en personne avec Jean Bureau, Maître d'Artillerie. Le siège dura 3 mois et la ville fut prise en septembre 1441 (Les Anglais avaient précédemment pris Pontoise en 1437.)
- 1441 : siège de Creil (Auj., dans le dép. de l'Oise, région Picardie) par Charles VII en personne et, accompagné de son connétable de Richemont. Le siège débuta en mai 1441 et dura 12 jours. Les Français investirent alors les lieux et boutèrent définitivement les Anglais de la région.
- 1442 : sièges de la cité de La Réole et de son château de Quatre-Sos (Auj., dans le dép. de la Gironde, Aquitaine) par les troupes de Charles VII de France. Le siège de la cité débuta le 3 octobre pour se terminer par sa capitulation en date du 10 octobre 1442. Le château quant à lui refusa d’ouvrir ses portes au roi de France qui dès lors, l’assiégea à partir du 7 décembre 1442. Le château finit par se rendre.
- 1442 : siège de Dax (Auj., dans le dép. des Landes, en Aquitaine) par les troupes de Gaston IV comte de Foix et celles du roi Charles VII.
- 1442 - 1443 : siège de Dieppe (Auj., dans le dép. de la Seine-Maritime, en Haute-Normandie.) En 1442, l'anglais Talbot, commandant les troupes anglaises, quitta la Normandie pour venir assiéger le port de Dieppe. Le 15 août 1443, le Dauphin et le comte de Dunois firent lever le siège et délivrèrent Dieppe.
- 1443: siège de Pouancé. En réponse à l'échec de Dieppe, le duc de Somerset débarque avec 8 000 hommes à Cherbourg avec lesquels il pille le Maine et l'Anjou. Il vient mettre le siège devant Pouancé qui, malgré une contre-attaque avortée, résista tant et si bien que le Duc de Somerset leva le siège et vint le mettre à La Guerche-de-Bretagne, qui tomba en deux jours. Le Duc de Bretagne fut alors forcé de racheter la place aux Anglais.
- 1444 : siège de Metz (Auj., dans le dép. de la Moselle, en Lorraine) par Charles VII et René d'Anjou, duc d'Anjou et de Lorraine. Souhaitant d'une part, contrer l'expansionnisme du duc de bourgogne Philippe le Bon, aux marges du Saint-Empire, et d'autre part, se débarrasser des troupes d'Écorcheurs, désœuvrées après la signature de la Trêve de Tours avec les Anglais[68], le roi Charles VII aide René d’Anjou à assiéger la cité messine[69]. Le siège se déroule du 10 septembre 1444 au 28 février 1445. Les messins achètent finalement le départ des troupes coalisées en payant 200 000 écus au roi de France et en annulant les importantes dettes du duc de Lorraine, contractées auprès des Messins, et estimées à 100 000 florins[69]. La guerre de 1444-1445 est sans doute la plus dévastatrice des guerres médiévales qu'ait eues à subir Metz et le pays messin[70].
- Printemps 1445 : siège et prise de Royan (Auj., dans le dép. de la Charente-Maritime) par les troupes françaises menées par Jean Bureau, maître d'Artillerie des forces royales. Le chef des assiégés, Jacques de Pons, fit sa soumission au roi Charles VII à Tours.
- 1447 : siège de Montereau-Faut-Yonne (Anc., Monstreault-Fault-Yonne. Auj., dans le dép. de Seine-et-Marne, en Île-de-France) par le dauphin de France (le futur roi Louis XI de France) secondé et conseillé par Pierre d'Aubusson (qui se fera une renommée plus tard comme chevalier de Rhodes dont il deviendra le grand maître des Hospitaliers.) La place se rendit.
- 1448 : siège du Mans (Auj., dans le dép. de la Sarthe, en Pays de la Loire.) Charles VII fit entreprendre le siège de la ville (début du mois de mars) par Jean comte de Dunois et son adjoint Pierre de Brézé ainsi qu'avec 6 à 7 milles hommes d'armes. La ville du Mans était protégée par une garnison anglaise sous les ordres de François de Surienne : ceux-ci capitulèrent en date du 17 mars 1448 et les Français investirent les lieux.
- 1448 - 1449 : siège du château de Fougères (Auj., dans le dép. d'Ille-et-Vilaine, Bretagne.) La place était gouvernée par François de Surienne au nom du roi d'Angleterre. Les armées de Charles VII et de François Ier duc de Bretagne se mirent ensemble pour assiéger le château : Pierre, frère du duc de Bretagne fut chargé de mener les soldats au combat. Plus tard vinrent également les troupes du connétable de Richemont. Le siège qui avait débuté en 1448 se termina le 4 novembre 1449 par la reddition de François de Surienne qui décida dès lors, de servir dorénavant les intérêts de la France.
- 1449 : siège du bourg et du château d’Harcourt (Auj., sur la commune d’Harcourt, en arrond. de Bernay, dans le dép. de l’Eure, en Haute-Normandie.) L’anglais Talbot apprenant que les Français venaient d’entreprendre le siège de Verneuil, s’était avancé avec des troupes pour secourir la place. En chemin, il fut cependant talonné par les troupes françaises du comte de Dunois. Talbot décida alors de se retrancher dans les ruelles du bourg d’Harcourt étant sur son trajet : les comtes de Dunois, d’Eu et de Saint-Pol vinrent aussitôt y faire le siège. Talbot se retrancha alors dans le château d’Harcourt, que les Français bombardèrent. Au bout de 15 jours, la garnison anglaise du château composée approximativement de 120 hommes d’armes capitula et se rendit aux français. (Note : L’ancienne famille d’Harcourt duc d’Aumale, tient son patronyme de ce bourg.)
- Juillet – août 1449 : siège de Verneuil et de sa tour (Anc., Vernoeul, ou, Verneuil-au-Perche. Auj., Verneuil-sur-Avre, en arrond. de Bernay, dans le dép. de l’Eure, en Haute-Normandie.) Verneuil était à cette époque la porte d’accès à la Haute-Normandie. En juillet 1449, les troupes françaises vinrent faire le siège de la cité : le 10 juillet, elles furent rejointes par le comte de Dunois qui s’empara de la ville le 19 juillet (*), par ruse et avec la complicité d’un meunier du nom de Jean Berlin. Mais la garnison anglaise assiégée, se retrancha dans la grosse tour grise de Verneuil dite Tour Odolent-Desnos : le siège fut ainsi continué par les Français. Entre-temps, le roi Charles VII, partit le 6 août d’Amboise pour appuyer ceux qui assiégeaient Verneuil. Vers le 23 août, la garnison anglaise rendit les armes et les Français prirent possession de la place. (Note : (*) Une autre source mentionne que l’assaut final donné par les Français, se fit le dimanche 20 juillet dès 5 heures du matin.)
- 1449 : siège de Rouen (Auj., dans le dép. de la Seine-Maritime, en Haute-Normandie) par Charles VII en personne et, les troupes françaises commandées par le comte de Dunois et les frères Bureau, Maîtres de l'Artillerie royale (les investissements en artillerie furent réglés par les deniers en provenance de Jacques Cœur.) Le siège se déroula du 9 octobre au 10 novembre 1449 : Charles VII libérant la ville occupée par les Anglais. L'anglais Talbot fut fait prisonnier et laissé en otage dans la ville. Il sera libéré sur ordre du roi en juillet 1450.
- Septembre 1449 : siège de la ville et du château de Mauléon (Auj., Mauléon-Licharre, dans le dép. des Pyrénées-Atlantiques, région Aquitaine) par le comte de Foix avec 120 lances et 10 000 arbalétriers, archers et hommes d'armes. Le roi de Navarre intervint inutilement avec ses troupes. La place finira par capituler.
- 1449 : siège de la forteresse du Château-Gaillard en Vexin normand (Auj., commune des Andélys, dans le dép. de l'Eure, en Haute-Normandie.) Ce siège dura 5 semaines et la forteresse fut finalement prise par l'armée du roi de France, Charles VII.
- 1449 : siège de la citadelle d’Exmes (Auj., dans le dép. de l’Orne, en Basse-Normandie.) À cette époque, la citadelle était aux mains des Anglais. Les forces françaises menées par les comtes de Dunois et de Clermont et de Nevers assiégèrent la place : ils en obtinrent sa reddition et la firent définitivement entrer sous la domination du roi de France.
- 1449 : siège de la ville et du château de Gournay (Auj., Gournay-en-Bray, dép. de la Seine-Maritime, en Haute-Normandie.) Précédemment Gournay avait été prise par les Anglais en 1431 et la ville ainsi que le château furent confiés à la garde de Thomas Kyriel. En 1449, les Français, menés par le comte de Saint-Pol, firent le siège de la place qui capitula le 12 septembre 1449.
- 1449 : siège d'Harfleur (Auj., dans le dép. de la Seine-Maritime, en Haute-Normandie.) Charles VII ordonna à ses Maîtres d'Artillerie, Jean et Gaspard (Jaspard) Bureau de mener le siège de la ville avec 6 000 hommes d'armes, 3 000 archers et 1 000 hommes de réserve. Vingt-cinq navires français bloquèrent également le port. Le siège débuta dès les premiers jours du mois de décembre pour se terminer, par la capitulation de la ville, le 24 décembre 1449.
- 1449 : siège de la ville et du château de Neuchâtel de Nicourt (Auj., Neufchâtel-en-Bray, dans le dép. de la Seine-Maritime, en Haute-Normandie) par les Français menés par les comtes d'Eu et de Saint-Pol. Les Français emportèrent par force la ville qui se soumit le 23 septembre 1449[71].
- 1449 : siège de la ville et du château de Bellême (Auj., dans le dép. de l’Orne, Basse-Normandie.) La place était détenue par une garnison anglaise sous le commandement du général Mathieu Got (commandant en chef de la région du Perche, en l’absence du Lord Talbot.) Ce général s’attendant à ce que les Français viennent un jour l’assiéger, fit fortifier les lieux. Le comte Jean II du Perche duc d’Alençon se décida à débusquer l’anglais. À la tête de ses troupes et escorté de son lieutenant le sire de Montenay, Poton de Xaintraille (fils du vaillant capitaine) et de chevaliers percherons et normands, il se mit en marche vers Bellêmes avec 3 000 hommes d’armes (percherons, normands, vendômois, et manceaux.) Fin novembre 1449, les troupes arrivèrent devant la place : celle-ci sera assiégée et bloquée de toutes parts. La garnison anglaise de Mathieu Got se défendit valeureusement et tenta même diverses sorties. Got demanda alors à parlementer et prêt à rendre la place aux français en date du 20 décembre 1449, si nuls secours ne lui parvenaient d’ici là. Un renfort de 2 000 hommes d’armes anglais étaient en effet en chemin : ceux-ci s’arrêtèrent cependant à Origny, pillèrent et incendièrent le bourg, mais n’osèrent aller plus loin pour affronter les Français au siège de Bellême. Sur ces entrefaites, le général Got rendit la ville aux français à la date convenue (faute de secours) et sortit avec armes et bagages : il se dirigea vers Bayeux avec ses hommes.
- 1450 : siège de Valognes (anciennement, Valloignes en Cotentin. Auj., dans le dép. d'Ille-et-Vilaine, Bretagne) par l'anglais Thomas Kyriel. La ville se rendit le 12 avril 1450.
- Mai 1450 : Siège de Bayeux (Auj., dans le dép. du Calvados, en Basse-Normandie) par le roi Charles VII en personne secondé par le comte de Dunois. Après 15 jours de siège, la ville capitulera et se rendra aux français en date du 25 mai 1450.
- octobre 1450 : Siège et prise du chastel de Jansac en Guyenne (ou, Jonsac. Auj., Jonzac, dans le dép. de la Charente-Maritime), par les troupes françaises menées par Jean de Blois comte de Penthièvre.
- 1450 : siège de Royan (Auj., dans le dép. de la Charente-Maritime.) Le chef des assiégés de la place, Jacques de Pons, rendit les armes et remit le château au roi Charles VII. En 1451, Royan sera définitivement rattaché à la couronne de France.
- Juillet - août 1450 : Siège de Cherbourg (Auj., Cherbourg-Octeville, dép. de la Manche, en Basse-Normandie) par les armées du roi de France, Charles VII. Ce fut un succès, les Anglais capitulant. Ces derniers seront boutés hors de la ville.
- 1450 : siège de la ville et du château de Vire (Auj., dans le dép. du Calvados, en Basse-Normandie.) À cette époque la place était tenue par les Anglais. Les Français (3 500 soldats), sous le commandement du connétable duc de Richemont, secondé par le comte de Clermont au nom de Charles VII, vinrent y mettre le siège : la ville fut prise « à l’arraché » aux anglais (26 avril 1450.)
- 1450 : siège de Fresnay-le-Vicomte (Auj., Fresnay-sur-Sarthe, arrond. de Mamers, dans le dép. de la Sarthe, région Pays de la Loire) par Gaspard Bureau, Maître d'Artillerie pour le compte du roi de France. La cité capitule en mars 1450.
- Mai 1450 : siège d'Avranches (Auj., dans le dép. de la Manche, en Basse-Normandie) par les Français sous le commandement du duc de Bretagne. Dans la ville se trouvait une garnison de 400 à 500 anglais.
- Mai 1450 : siège de la place forte de Tombelaine par les Français sous le commandement du duc de Bretagne. La place forte, défendue par une garnison de 80 à 100 anglais, rendit les armes. (Auj., Tombelaine est un îlot dans la baie du Mont-Saint-Michel, dépendant de la commune de Genêts, dans le dép. de la Manche, en Basse-Normandie.)
- 1450 : siège de Caen (Auj., dans le dép. du Calvados, en Basse-Normandie) par Jean et Gaspard Bureau, commandants de l'Artillerie au nom de Charles VII de France. Le siège débuta le 5 juin 1450 avec 15 000 combattants du côté des troupes royalistes françaises. La ville capitulera 15 jours plus tard et se rendra à Charles VII.
- 1450 : siège d'Honfleur (Auj., dans le dép. du Calvados, en Basse-Normandie) par le comte de Dunois qui reprend la place aux anglais.
- 1450 : siège du château de Falaise dit château Guillaume-le-Conquérant (Auj., dans le dép. du Calvados, en Basse-Normandie) par Charles VII. La place, assiégée le 6 juin se rend le 23 juillet 1450.
- 1450 : siège du château de Domfront (Auj., dans le dép. de l'Orne, en Basse-Normandie) par les troupes de Charles VII. Le siège se déroula du 13 juillet au 2 août 1450 et la place finira par se rendre.
- Mai 1451 : siège de Dax (Auj., dans le dép. des Landes, région Aquitaine) par les Français menés par Arnauld Amanieu sire d'Albret. Dax capitula fin juin 1451[72].
- 1451 : siège de Mont-Guyon en Guyenne (Auj., dans le dép. de la Charente-Maritime, région Poitou-Charentes) par Jean comte de Dunois au nom de Charles VII. La place, occupée par les Anglais, capitula.
- 1451 : siège et prise de Blaye (Auj., dans le dép. de la Gironde, Aquitaine) par le comte de Dunois au nom du roi Charles VII.
- 1451 : siège de Bourg dite Bourg-sur-Gironde (Auj., dans le dép. de la Gironde, en Aquitaine.) Le comte de Dunois, du côté français, mit le siège à la cité le 23 mai. Celle-ci capitula le 29 mai.
- 1451 : siège de Bergerac (Auj., dans le dép. de la Dordogne, Aquitaine) par Jean comte de Dunois au nom de Charles VII.
- 1451 : siège de Fronsac (Auj., dans le dép. de la Gironde, en Aquitaine) par Jean comte de Dunois au nom de Charles VII.
- 1451 : siège de Bayonne (Auj., dans le dép. des Pyrénées-Atlantiques, Aquitaine.) La ville, qui était anglaise depuis 300 ans, était gouvernée par Jean de Beaumont au nom du roi d'Angleterre. En 1451, les armées de Charles VII menées par le comte Gaston IV de Foix et le comte de Dunois firent le siège de la ville et réussirent à la prendre. Dates du siège : du 7 juillet au 20 août 1451.
- 1452 : siège d'Audenarde (en flamand, Oudenaarde. Auj. en province de Flandre-Orientale, en Belgique) par les flamands armés (des gantois). Philippe le Bon, duc de Bourgogne, souverain de la région, envoya aussitôt des troupes armées en vue de briser le siège. Il y eut des combats acharnés entre les gantois et les bourguignons. Les gantois furent mis en déroute.
- 1453 : siège devant Cadillac (Auj., dans le dép. de la Gironde, en Aquitaine) par Jean comte de Dunois au nom du roi Charles VII. Gaston IV comte de Foix y participa également. La place rendit les armes.
- 1453 : siège de Gensac (Auj., dans le dép. de la Gironde, Aquitaine) par les troupes françaises commandées par Louis de Beaumont sénéchal du Poitou, l'amiral de France de L'Esparre et le sieur de la Boissière avec cinq à six cents hommes armés. La ville se rendit après deux jours de siège.
- 1453 : siège et bataille de Castillon (Auj., Castillon-la-Bataille, dép. de la Gironde, région Aquitaine.) La ville était occupée à l'époque par les Anglais. Venant de l'Est, l'armée française mit le siège à la mi-juillet devant la cité. Apprenant la nouvelle, l'anglais Talbot se mit aussitôt en marche avec un contingent de près de 6 000 hommes rassemblés à Bordeaux. Arrivé sur le lieu du siège, Talbot engagea aussitôt les troupes anglaises dans la bataille contre les Français : l'issue du combat fut fatale pour Talbot qui perdit la vie ainsi que son fils, le 17 juillet 1453. Les Anglais furent déboutés : l'importance de l'artillerie française fut prépondérante au succès de l'entreprise. Il ne restait aux anglais que Bordeaux et ses alentours comme possessions territoriales en France (À l'exception du Calaisis qui ne redeviendra français qu'en 1558.) Peu de temps après, les Anglais abandonnèrent également Bordeaux. L'Histoire a retenu la date du 17 juillet 1453 comme étant la fin de la Guerre de Cent Ans.
- 1453 : siège et prise de Bordeaux (Auj., dans le dép. de la Gironde, Aquitaine) : les Anglais sont boutés hors de la ville et de la région par les armées de Charles VII. Ce siège se déroula de juillet à octobre 1453 : le 19 octobre, Charles VII, roi de France, entra triomphalement dans la ville.